# Hlinsko
Hlinsko je město v okrese Chrudim v Pardubickém kraji. Nachází se na území Železných hor v CHKO Žďárské vrchy, v severní části Českomoravské vrchoviny. Centrum města leží v údolí horního toku řeky Chrudimky, velkou částí zástavby na jihozápadním až západním úpatí železnohorského hřebene, přibližně také na rozhraní chráněných krajinných oblastí Žďárských vrchů a Železných hor. Žije zde přibližně 9 600 obyvatel.
První písemná zpráva pochází z roku 1349, z období vlády Karla IV., pravděpodobně za vlády krále Václava IV. bylo městečkem, v roce 1598 postavena původní radnice. Status (postavení) města získalo v roce 1834 a v roce 1850 byla radnice přestavěna do současné podoby. Symboly města zapsané v Registru komunálních symbolů tvoří znak, polovina koně v kroku s modrou uzdou v červeném poli, v legislativní úpravě z roku 1996 a vlajka.
Dlouhodobým vývojem vzniklo průmyslové centrum s dominancí výroby elektrospotřebičů, kožešnictví, textilu, mlékárenství, pivovarnictví a strojírenství. Město je signatářem Paktu starostů a primátorů v oblasti klimatu a energetiky, na území města teplárna na spalování biomasy.
V oblasti kultury je významný Městský kulturní klub Hlinečan a folklorní soubor Vysočan, výrazně prezentující město každoročně pořádanou akcí „Adámkovy folklorní slavnosti“ za účasti českých i zahraničních folklorních souborů.
Město působí ve Sdružení historických sídel Čech, Moravy a Slezska, původní zástavba venkovských domů v centru města od roku 1995 památkovou rezervací lidové architektury s názvem Betlém, s expozicí a sídlem Muzea v přírodě Vysočina. V roce 2010 se stala lidová tradice Vesnické masopustní obchůzky a masky na Hlinecku součástí kulturního dědictví lidstva v seznamu UNESCO.

## Název
Název města odvozen od slova hlína ve věcném významu zeminy, nezpevněné horniny jílovitého typu nacházející se v sedimentech údolní nivy řeky Chrudimky. Jílovitá hlína byla těžena pro svoji kvalitu k výrobě hliněných nádob a také později pro cihlářskou výrobu (např. v letech 1910–1933 cihelna při Poličské ulici). V českém prostředí se název postupně vyvíjel (k roku 1073 uvedena osada Hlína, ve 13. století Hlinské) a ustálil se do podoby Hlinsko.

## Historie

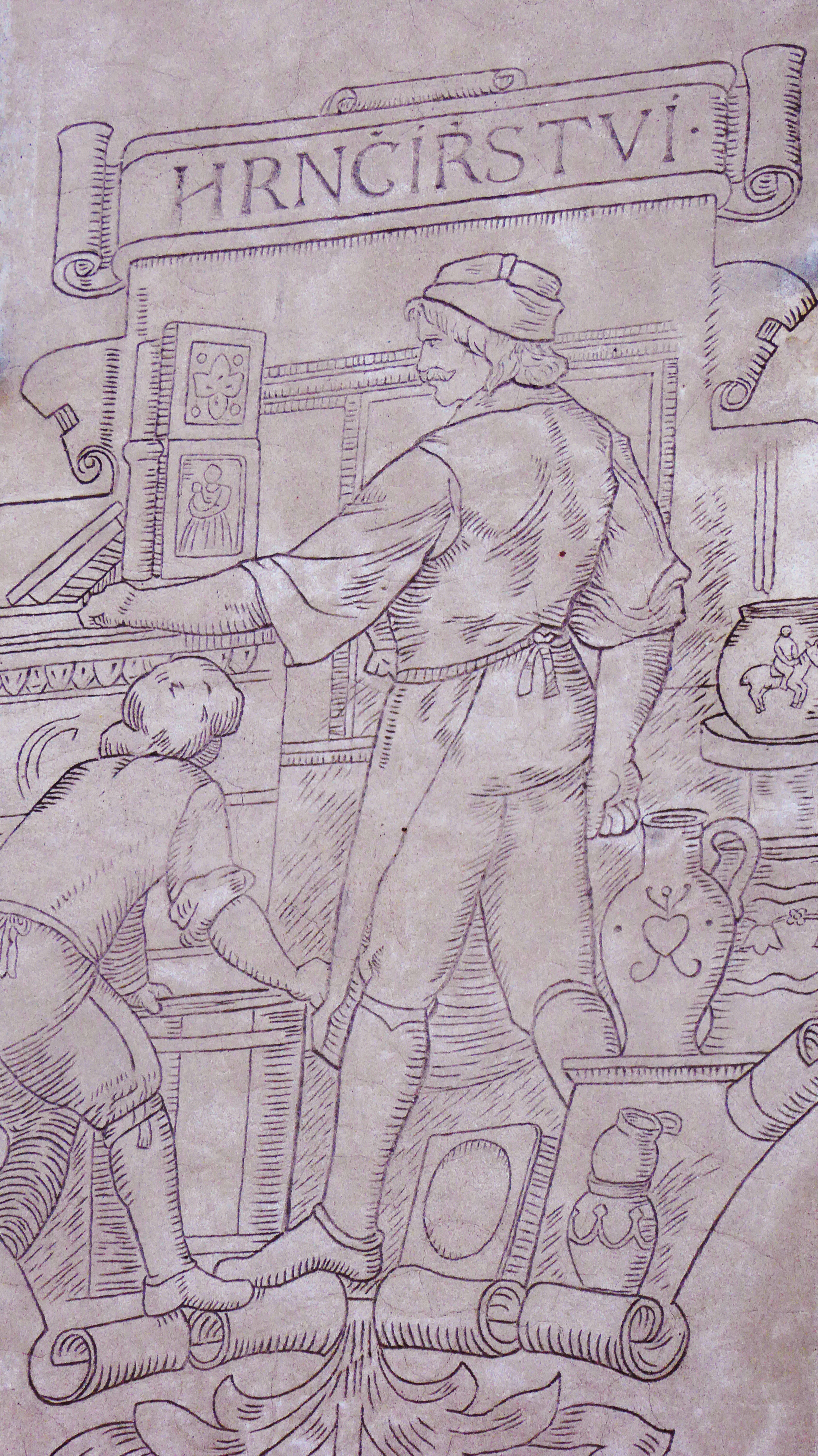
Hrnčířství bylo podle pověsti na počátku založení města; sgrafitová výzdoba na fasádě, Ježdíkův dům

V průběhu 11. století vznikla na cestě z Čech na Moravu osada, podle pověsti hrnčířů, ve 12. století uvedena strážní osada v původně těžko přístupné a jen řídce obydlené krajině. Půdorys nejstarších částí města potvrzuje tzv. románský původ. Ve 13. století se oblast postupně osidluje, také v důsledku středověké kolonizace realizované klášterem ve Vilémově (Řád svatého Benedikta) a Podlažickým klášterem.
První historická zmínka o Hlinsku (rok 1349) se vztahuje k panství Rychmburk (v té době Vartenberkové, později páni z Pardubic, z nich např. Smil Flaška z Pardubic), od znaku pánů z Pardubic pochází původní městský znak, vyobrazený např. na městském pečetidle používaném ještě v 18. století. Ve 14. století století získalo město rychtářský úřad.
Z roku 1413 pochází zmínka o Hlinecké tvrzi, v současnosti je nejstarší stavbou v centru města (ulice U tvrze čp. 295). Narůstající počet obyvatel vyžadoval vyšší zemědělskou produkci pro jejich obživu, v zemědělství se proto zavádí tzv. trojpolní systém umožňující vyšší výnosy zemědělských plodin. Zemědělské obdělávání kamenitých polí vyžadovalo nové nářadí, jeho podstatou byly železné části, z roku 1499 pochází např. zmínka o hamru na železářskou výrobu v Koutech (části Hlinska).
V polovině 16. století vzrůstá obchod mezi osídlenými oblastmi Čech, král Ferdinand I. zřídil královské celnice, v Hlinsku v bývalé Hlinecké tvrzi. Městem procházela stará kupecká cesta, zakreslená v Klaudiánově mapě z roku 1518, nejstarší tištěné mapě Čech. V důsledku přírodních poměrů Hlinecka se těžilo dřevo a také kámen pro stavby obydlí a dopravních cest. V 17. století se při lámání kamene začínal používat střelný prach.
V roce 1718 koupil rychmburské panství rod Kinských, vzrostla těžba dřeva, také pro výrobu dřevěného uhlí potřebného pro železářské a sklářské hutě v okolí Hlinska. V letech 1770 až 1772 zasáhl Hlinsko a okolí hladomor v souvislosti s celkovou neúrodou v českých zemích v důsledku agrometeorologických poměrů (za jeden rok zemřelo na následky hladovění kolem 250 000 obyvatel Čech).
Od poloviny 18. století se zvýšilo pěstování lnu, zpracováním získávána příze a z ní se produkovaly tkaniny, nejdříve na domácích tkalcovských stavech. Domácím pracovníkům a řemeslníkům byla pro stavbu obydlí vymezena lokalita na pravém břehu Chrudimky, později nazvaná Betlém pro vzhled souboru rozmanitých lidových staveb. V okolí Hlinska další původní i přenesené lidové stavby z oblasti Českomoravské vrchoviny (tzv. Českého Horácka) soustředěny na Veselém Kopci, původní též v Dřevíkově, Svobodných Hamrech a Možděnici (částech obce Vysočina).

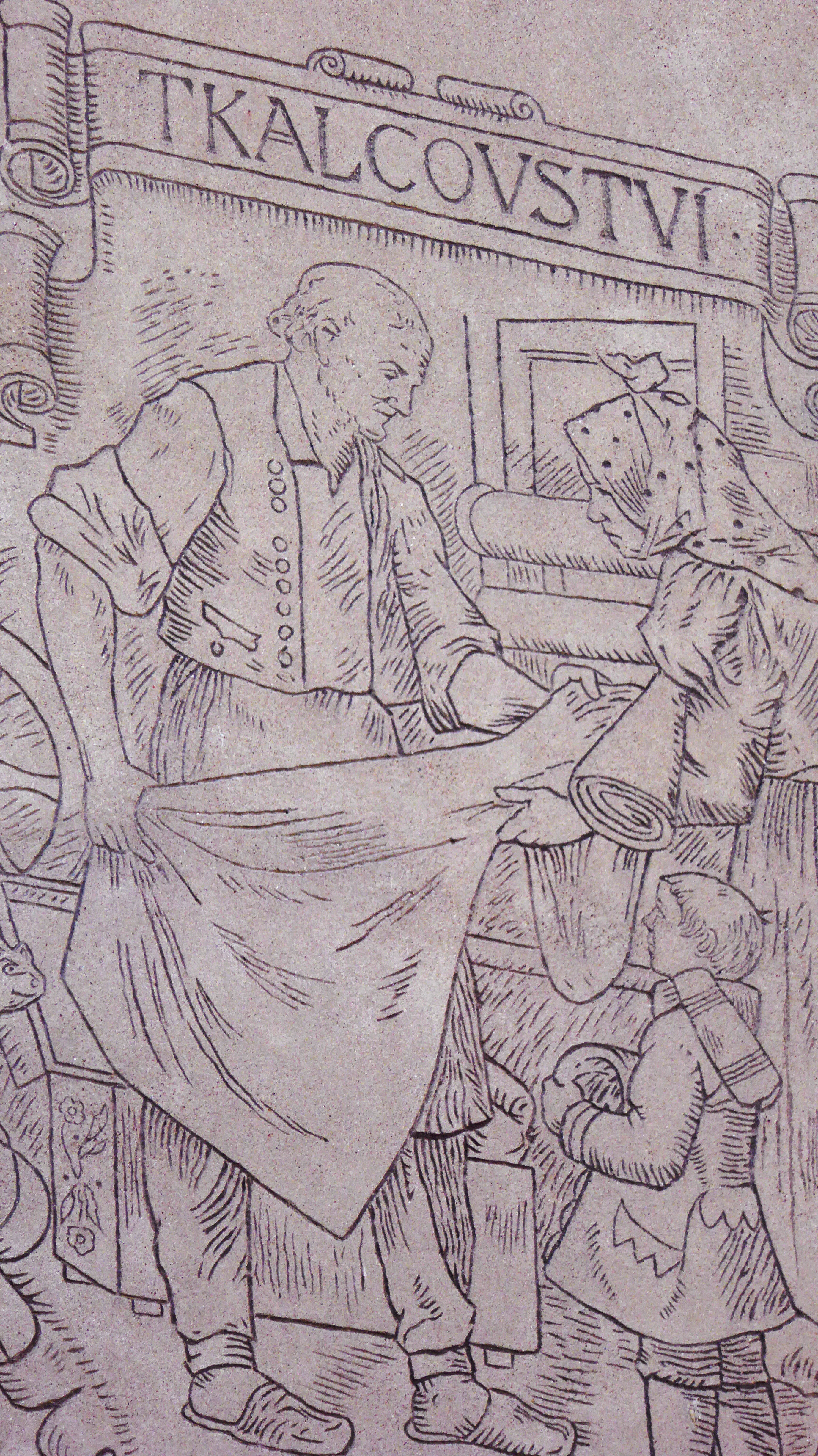
Tkalcovství stálo na začátku průmyslového rozvoje města; sgrafitová výzdoba na fasádě, Ježdíkův dům

V roce 1834 se Hlinsko stalo městem nezávislým na vrchnosti, od roku 1851 v Hlinsku tzv. manufaktura s tkalcovskými stavy a propojením na domácí tkalce (v roce 1858 měla 95 tkalcovských stavů). V roce 1865 zřízen okres, jeho sídlem Hlinsko až do roku 1919. S rozvojem průmyslu a řemesel vznikla potřeba nových dopravních cest. Mezi Pardubicemi a tehdy Německým Brodem (později Havlíčkovým Brodem) vybudována železnice, v roce 1871 stavba dokončena a zahájen provoz také v železniční stanici Hlinsko v Čechách, dnes železniční trať 238 (Pardubice – Havlíčkův Brod).
Železnice s velkokapacitními přepravními možnostmi pomohla rozvoji průmyslové výroby v Hlinsku, vznikla výroba koberců (později firma Plyšan), kožešnictví (ve 20. století firma Kara, sídlem Trutnov) a rozšířila se produkce textilií (firma Technolen, v Hlinsku od roku 1850), těžen je také kámen (tzv. hlinecká šedomodrá žula, ve 20. století hojně využívaná jako stavební i umělecký materiál, z ní vybudovány např. památníky v areálu Národní kulturní památky Ležáky, tzv. hrobodomy).
Během první světové války ve městě zřízen vojenský lazaret, ve válce padlým občanům postaven v roce 1925 pomník (Adámkova třída, před budovou Gymnázia K. V. Raise). V roce 1926 vybudován Husův sbor náboženské obce Církve československé husitské (dnes Adámkova třída čp. 943). Hlinsko se stalo také bezpečným úkrytem v období Protekorátu Čechy a Morava pro Husův pomník (dílo akademického sochaře F. V. Foita z obce Doupě u Telče), původně vztyčena v roce 1928 v Jihlavě, dnes v areálu s urnovým hájem v lokalitě Na Skalce, vrch 637 m n. m. v jižní části Hlinska.
Druhá světová válka znamenala tragickou událost pro 8 km severně od Hlinska vzdálenou osadu Ležáky (vypálena nacisty v době tzv. heydrichiády, souvislost s Operací Silver A a také Operací Anthropoid). V roce 1943 do Hlinska přenesena z Prahy elektrotechnická výroba (akciová společnost ESA), v poválečných letech národní podnik Elektro-Praga a následně firma s obchodní značkou ETA.
V novodobé historii bylo Hlinsko v Čechách okresním městem v letech 1949–1960, ve městě se nacházel okresní soud, archiv, vojenská správa ČSLA. Území okresu se téměř shodovalo s dnešní oblastí mikroregionu Hlinecko, zahrnovalo navíc obce od Horního Bradla až po Milovy a dále Skuteč a okolí. Po roce 1960 město o výsadu okresu přišlo a bylo začleněno do okresu chrudimského.
Správním centrem se město stalo opět od 1. ledna 2003 po reformě veřejné správy, hlinecký tzv. „malý okres“ byl zřízen ve formě obvodu obce III. stupně (obec s rozšířenou působností), viz Správa. Služby poskytují poliklinika, prodejny obchodních řetězců, školy, sportoviště (např. krytý zimní stadion a plavecký bazén, lyžařská sjezdovka aj.).

## Přírodní poměry

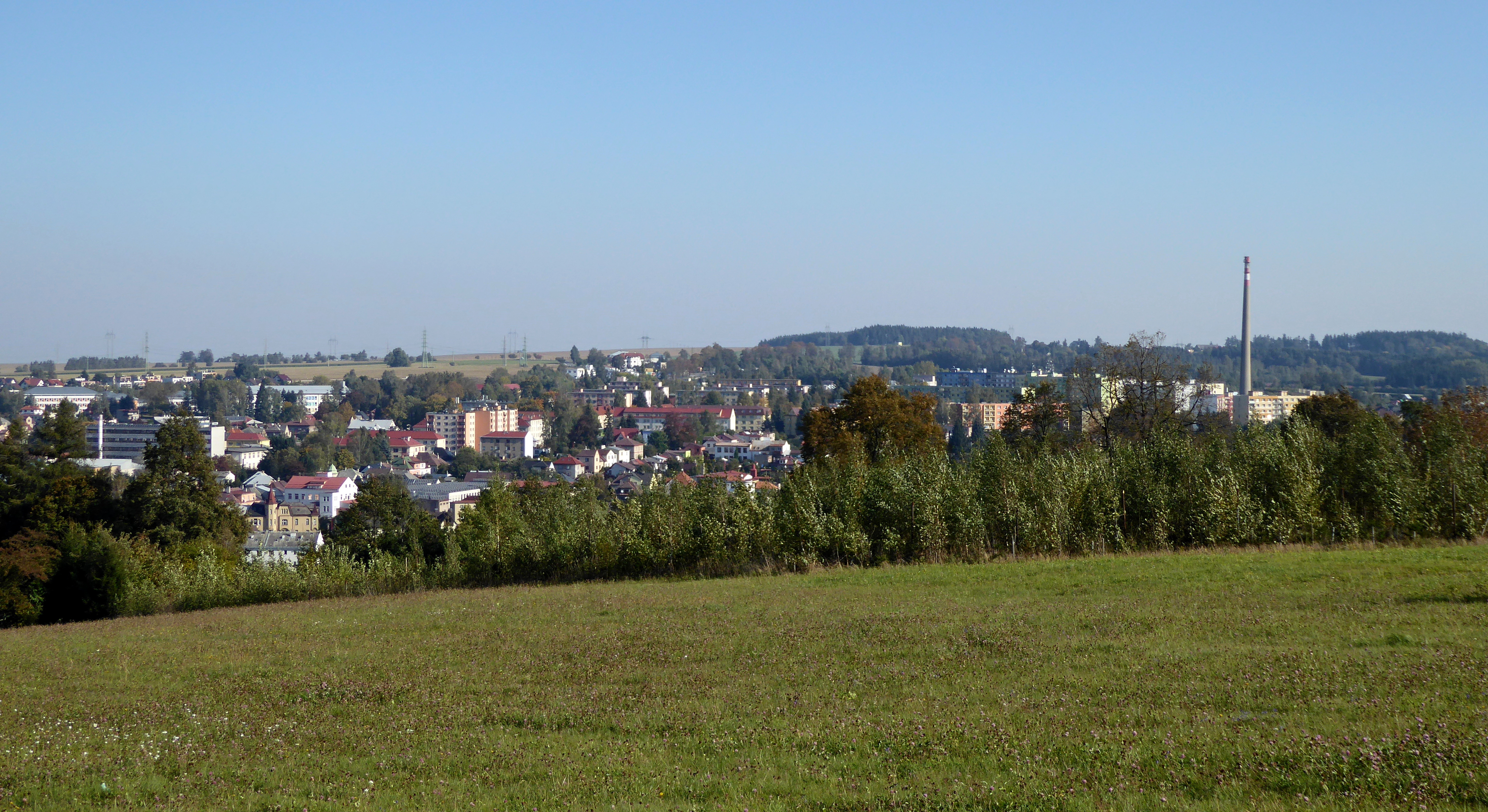
Hlinsko z vyvýšeniny Na skalce (637 m), zástavba na jižním svahu železnohorského hřbetu, pod zalesněným vrcholem Medkovy kopce (638 m) část města Čertovina, zcela vpravo vrchol Čertovina (655 m)

Z hlediska geografie Česka náleží Hlinsko mezi větší města Pardubického kraje, vzdálené přibližně 32 km od krajského města Pardubice a 22 km od města Chrudim, centra okresu.
V rámci regionálního členění georeliéfu Česka je celá plocha katastrálního území města součástí geomorfologického celku Železné hory, jeho jihovýchodní části nazvané Sečská vrchovina. Kromě katastrálního území Chlum u Hlinska, ležícího většinou plochy v členité Stružinecké pahorkatině, se zbývající části katastrálního území (Blatno u Hlinska, Hlinsko v Čechách, Srní u Hlinska) rozkládají v členité Kameničské vrchovině.
Část katastrálního území od roku 1970 překrývá chráněná krajinná oblast Žďárské vrchy s maloplošným zvláště chráněným územím přírodní památky a evropsky významné lokality Ratajské rybníky a od roku 2012 také Národní geopark Železné hory.
Hlinsko je turistickou destinací, geografická poloha v rozsahu nadmořských výšek 550 m (část Kouty) až 670 m (Svatojánské Lázně) vytváří klima podhorského typu.

## Obecní správa
Město má šest evidenčních částí ve čtyřech katastrálních územích. Na jádrovém katastrálním území Hlinsko v Čechách (1 227,40 ha) leží části Hlinsko, Čertovina a Kouty. Katastrální území Blatno u Hlinska (352,26 ha) tvoří část Blatno, katastrální území Srní u Hlinska (282,16 ha) tvoří část Srní. Exklávu města tvoří katastrální území Chlum u Hlinska (564,99 ha), jako evidenční část pod názvem Chlum. Chlum od hlavní části města odděluje území obcí Studnice a Vítanov, které součástí města nejsou. Jihozápadní hranice Chlumu je zároveň hranici chrudimského okresu a Pardubického kraje, které zde sousedí s havlíčkobrodským okresem Kraje Vysočina.
Počet obyvatel Hlinska byl ke dni 1. ledna 2017 celkem 9 759 osob (4 762 mužů, 4 997 žen) s průměrným věkem 43,3 let žijících v celkem sedmnácti základních sídelních jednotkách. Hlinsko je typem města, jehož centrální část je rozdělena podle charakteru území na urbanistické obvody s názvy Hlinsko-střed, K Čertovině, Nové Poličské Předměstí, Poličské Předměstí, Průmyslový obvod-jih, Průmyslový obvod-východ, Rváčovské Předměstí, Svatojánské Lázně, Za tratí, Ždírecké Předměstí. Sídelní lokality tvoří Blatno, Hamřík, K Bubenci (v části města Blatno), Čertovina, Kouty, Srní a Chlum.
Městský úřad Hlinsko vykonává agendy v působnosti pověřeného obecního úřadu a v určeném rozsahu přenesené (delegované) státem v rámci rozšířené působnosti státní správy. Správní obvod obce s rozšířenou působností Hlinsko je tvořený územím obcí Dědová, Hamry, Hlinsko, Holetín, Jeníkov, Kameničky, Kladno, Krouna, Miřetice, Otradov, Pokřikov, Raná, Studnice, Svratouch, Tisovec, Trhová Kamenice, Včelákov, Vítanov, Vojtěchov, Vortová, Všeradov a Vysočina.
Pro obce je město tzv. přirozeným spádovým centrem na jižním okraji Pardubického kraje v oblasti společenského života, školství, průmyslu, obchodu a služeb i veřejné správy. Počet obyvatel ve správním obvodu k 1. lednu 2017 činil 21 056 osob (10 446 mužů, 10 610 žen) s průměrným věkem 42,7 let.

## Průmysl
V průběhu devadesátých let 20. století se některá průmyslová odvětví rozšiřovala, např. výroba plastových komponentů pro automobilový průmysl (MEGATECH Industries), projektování a komplexní dodávky technologií průmyslového chlazení a zařízení pro elektrárny a průmysl (FANS), výroba tkaninových potrubí a vyústek (PŘÍHODA). Z historie tradičních firem v Hlinsku (abecedně řazeno):

### ETA
Obchodní značka ETA náleží výrobkům elektrospotřebičů, od roku 1996 je také názvem akciové společnosti, do 21. prosince 2011 sídlila v Poličské ulici čp. 444 v Hlinsku, v roce 2012 výroba elektrospotřebičů v Hlinsku ukončena.
Elektrotechnickou výrobu v Hlinsku zahájila akciová společnost ESA v roce 1943 produkcí elektrických žehliček, po roce 1945 výrobní program rozšířen o vařiče, teplomety aj. V roce 1948 společnost znárodněna a začleněna do národního podniku Elektro-Praga jako závod. Výroba se rozšířila o vysavače, staly se hlavním výrobním programem.
V roce 1950 závod osamostatněn pod názvem národní podnik Elektro-Praga Hlinsko, výrobky byly označovány názvem podniku. Obchodní značku ETA v 50. letech 20. století vlastnil národní podnik Meopta Přerov a jako nevyužitou ji převedl na tehdy národní podnik Elektro-Praga Hlinsko. Symbol využit pro některé výrobky elektrospotřebičů. V roce 1991 vznikla akciová společnost Elektro-Praga Hlinsko, do roku 1995 používala obchodní značku ETA.
V roce 2001 se výroba rozšířila o doplňky pro automobilový průmysl, výlisky z plastických hmot, v roce 2005 vytvořeny dvě divize, Elektrospotřebiče a Plastkov-výroba komponentů.
Výrobní program elektrotechnické firmy tvořily například:
- pro kuchyň kávovary, fritézy, grily, kuchyňské roboty, pekárny chleba, mixéry, vařiče
- na úklid vysavače
- k péči o tělo žehličky na vlasy, vysoušeče vlasů, holicí strojky, kulmy, masážní strojky, zubní kartáčky
- ze zařízení bytu ohřívače, infrazářiče, ventilátory, zvlhčovače vzduchu

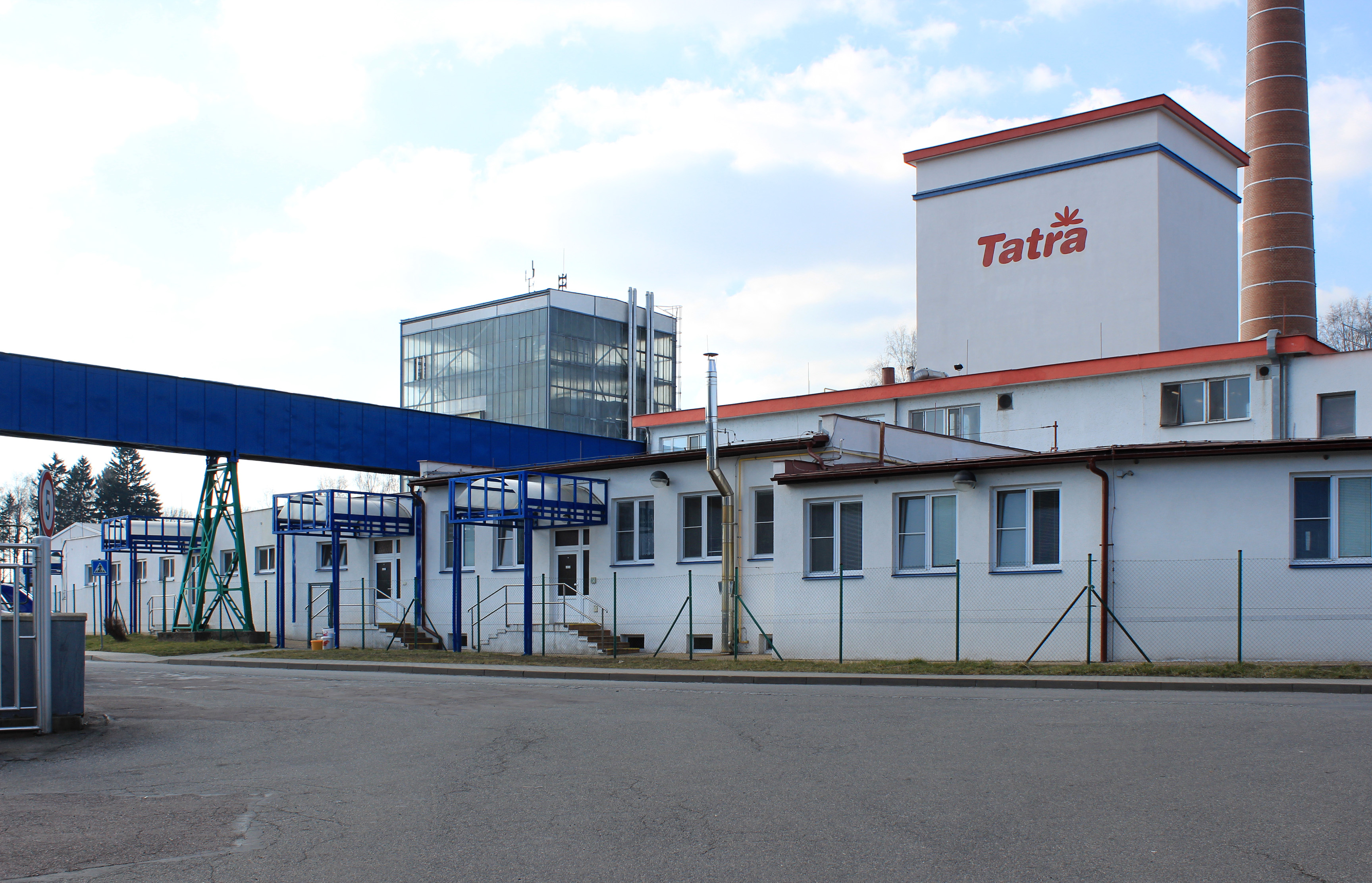
Mlékárna Tatra

### Mlékárna Hlinsko
Založena v roce 1939 společností Nestlé, v roce 1943 zahájen provoz, orientace na sušené a zahuštěné mléko, máslo a sušené podmáslí. V roce 1949 se stal vlastníkem československý stát. Vznikl národní podnik Průmysl mléčné výživy (PMV) Hradec Králové, závod Hlinsko. Po roce 1953 s objevuje plechovkové pikao. Od roku 1964 výrobky také označovány obchodní značkou Tatra, stala se tradiční českou obchodní značkou. Nabídka postupně rozšířena o kondenzovaná a trvanlivá mléka. V 70. letech se objevují tubové výrobky. Po privatizaci od roku 1993 pod názvem Mlékárna Hlinsko, výroba rozšířena o smetany, zmrzliny, ledové tříště a od roku 2015 o tvarohy. Od října 2011 vlastníkem AGROFERT, od května 2012 mlékárna transformována na akciovou společnost.
Společnost získala deset ocenění národní značky pro domácí potraviny KLASA, mezi výrobky například produkty označené Kravík, zahuštěna smetana, Caffe Latte, Lascato, Espresso, Pikao, Jesenka a další.

### Pivovar Rychtář
V roce 1913 založen pod názvem Společenský pivovar, v roce 1948 znárodněn a začleněn do národního podniku Východočeské pivovary se sídlem v Hradci Králové (od roku 1990 pod názvem Pivovary Hradec Králové s.p.). Vařila se piva výčepní, světlý ležák, tmavé pivo „Hlinecký granát“, roce 1981 stočena první láhev světlého ležáku RYCHTÁŘ 12°. Pivovar v roce 1996 privatizován, vlastníkem IMEX Premium s.r.o., v roce 1998 výstav 82 600 hl piva.
V červenci 2005 začleněn do pivovarnické skupiny K BREWERY, od listopadu 2013 součást pražské akciové společnosti Pivovary Lobkowicz Group, v roce 2017 jediným akcionářem LAPASAN s.r.o., Praha.

### Technolen
Původně továrna na zpracování lnu, náleží mezi nejstarší na území města, založena v roce 1850, později výroba technických textilií, po znárodnění koncem roku 1948 začleněna do národního podniku SVITAP se sídlem Svitavy, od roku 1958 závod 09 národního podniku Technolen, textilního koncernu se sídlem Lomnice nad Popelkou, specializace na plachtoviny, výroba velkometrážních plachet pro nákladní automobily, stany apod.
V devadesátých letech 20. století privatizován a začleněn do akciové společnosti Technolen, od července 2009 sídlo společnosti přeneseno do Hlinska pod názvem Technolen technický textil s.r.o., s výrobou a prodejem lněných, bavlněných, syntetických a filtračních tkanin, PVC plachtovin, požárních a průmyslových hadic, hnacích řemenů a fólií.

## Doprava

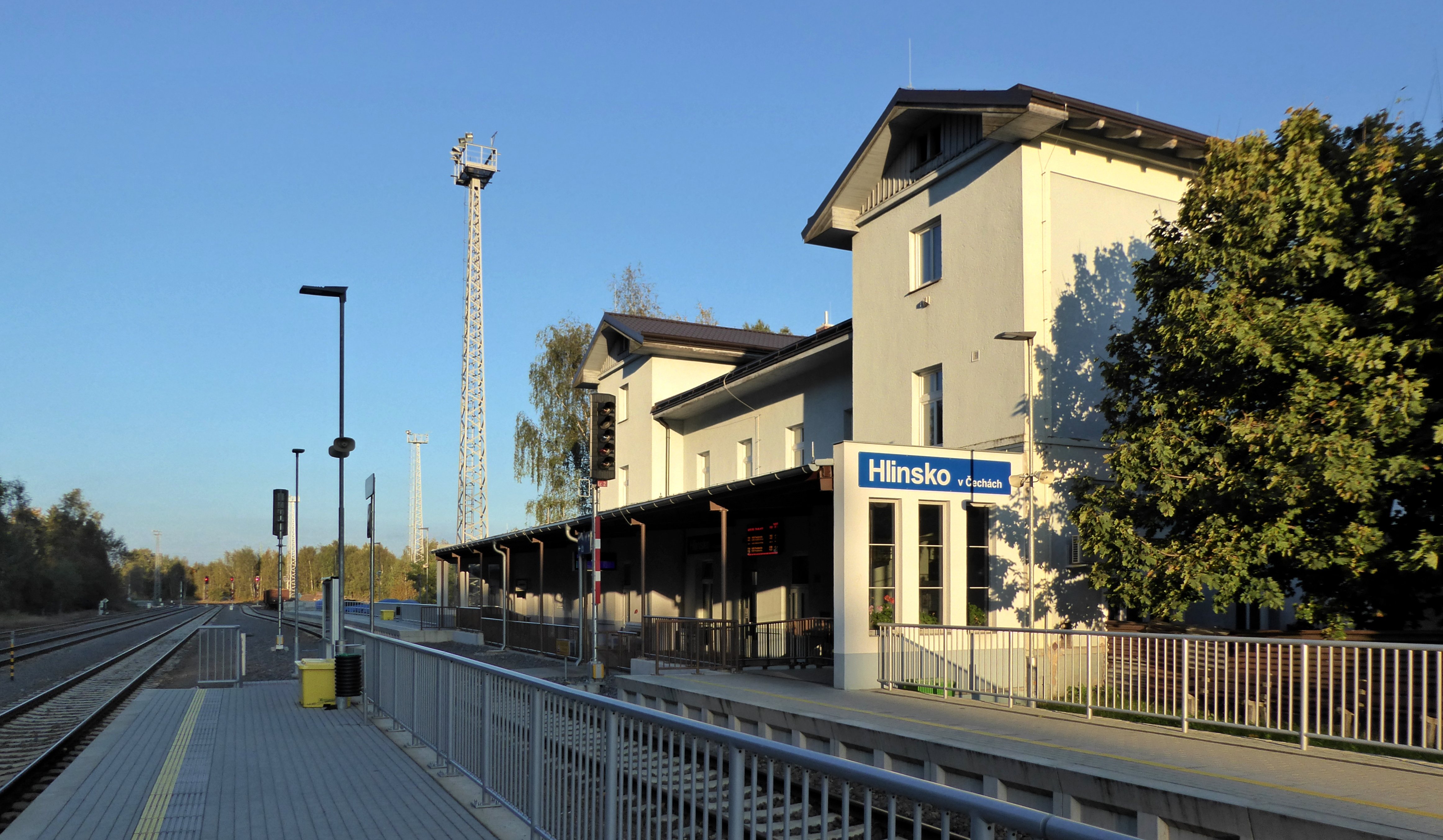
Hlinsko v Čechách, železniční stanice modernizovaná v roce 2015

Dopravní cesty na území města tvoří pozemní komunikace spojené s nejvýznamnější silnicí I/34 (České Budějovice – Koclířov) ve dvou úsecích Chlum u Hlinska a Hlinsko, významná je také silnice II/343 (Seč – Trhová Kamenice – Hlinsko – Svratka).
Železniční dopravní cesta je zastoupena celostátní dráhou na trati 238 (Pardubice – Havlíčkův Brod), na území města železniční stanice s názvem Hlinsko v Čechách. V roce 2015 byla železniční stanice technologicky modernizována (zabezpečovací zařízení a informační technologie), nově zabezpečeny železniční přejezdy kolejiště na pardubickém a havlíčkobrodském zhlaví, vybudována nová zvýšená nástupiště s nástupní hranou ve výšce 550 mm nad temenem kolejnice, celá rekonstrukce dosáhla hodnoty 131 mil. Kč. České dráhy na rekonstruovanou železniční trať v osobní přepravě Pardubice – Hlinsko nasadily motorové jednotky řady 814 (Regionova) a motorové jednotky řady 844 (RegioShark), v úseku Hlinsko – Havlíčkův Brod zabezpečují osobní přepravu motorové jednotky 814 (Regionova).

### Silnice
Silnice I/34 vedená městem ulicí Havlíčkova, přes Poděbradovo náměstí, Adámkovu třídu a Poličskou ulicí, propojuje také část města Chlum s ostatními částmi města Hlinsko. Významná pro dálkovou dopravu, v oblasti Humpolce napojená na dálnici D1, spojuje Kraj Vysočina (např. Havlíčkův Brod, Ždírec nad Doubravou) a Pardubický kraj (Hlinsko, Krouna, Polička, Svitavy). Na území města v kilometru 151,269 vybudován unikátní podjezd (objekt ev.č. 34-051a), jehož vrchní plocha slouží jako část lyžařské sjezdovky (součást SKI areálu v části města Kouty).
Ze silnice I/34 na území města odbočují:
- silnice II/355 v Poličské ulici severním směrem do obce Holetín a spojující město přes Chrast a Hrochův Týnec s krajským městem Pardubice (zaústění do silnice I/36),
- silnice III/03425 v Chlumu u Hlinska ve směru Košinov (v části obce Studnice vedena jako místní komunikace zaústěná do silnice III/03426),
- silnice III/03426 v Havlíčkově ulici do ulice Na Stráni v jižním směru do obce Studnice a dále na Vojnův Městec (zaústění do silnice I/37),
- místní komunikace pod vrcholem Medkovy kopce (638 m) vedená do zástavby části města Čertovina a pokračující ve vrcholové části železnohorského hřbetu pod vrcholem Čertovina (655 m) do obce Dědová (zaústění do silnice III/3439).

V centru města křižuje silnici I/34 na Adámkově třídě se světelnou křižovatkou silnice II/343 vedená ulicí Wilsonova do ulice Resselova. Významná pro spojení obcí a měst v krajinné oblasti Železných hor (např. Seč, Trhová Kamenice, Rváčov, Hlinsko, Kameničky) a Hornosvratecké vrchoviny, ve městě Svratka zaústěna do silnice II/354 (směr např. Svratouch nebo Křižánky, Sněžné, Nové Město na Moravě).
Ze silnice II/343 na území města odbočují:
- silnice III/3436 v ulici Faráře Toufara do ulice Třebízského ve směru části města Kouty, dále na Vítanov, Stan a Všeradov s ústím do silnice I/37 (úsek Trhová Kamenice – Ždírec nad Doubravou),
- silnice III/3437 v centru města jako pokračování ulice Wilsonova ve směru železniční stanice Hlinsko v Čechách (trať 238) a ulicí Srnská do části města Srní, dále na Včelákov a Miřetice s odbočkou na silnici III/33773 (směr Ležáky),
- silnice III/3438 v části města Blatno ve směru Hamry, Vortová a Herálec (pozemní komunikace do centrální oblasti Žďárských vrchů).

### Dopravní obslužnost
Dopravní obslužnost města Hlinsko zabezpečuje Pardubický kraj, pro železniční přepravu objednávkou spojů u národního dopravce České dráhy a u autobusových spojů v systému Integrované REgionální DOpravy (IREDO) s tarifem IREDO na linkách veřejné autobusové a železniční dopravy smluvních dopravců v Pardubickém kraji. Správcem tarifu IREDO je společnost OREDO se sídlem v Hradci Králové, ve které má Pardubický kraj 50% obchodní podíl, společnost zajišťuje tarifní politiku v rámci projektu „Modernizace odbavovacího systému integrované dopravy Královéhradeckého a Pardubického kraje“ a také provoz odbavovacího systému s použitím bezkontaktní čipové karty IREDO.
Autobusové linky se zastávkou v Hlinsku:
- Hlinsko – Herálec
- Hlinsko – Chlum – Ždírec nad Doubravou – Vojnův Městec
- Hlinsko – Kameničky – Svratka – Svratouch – Krouna
- Hlinsko – Krouna – Borová – Polička
- Hlinsko – Miřetice – Chrudim
- Hlinsko – Skuteč
- Hlinsko – Studnice – Vojnův Městec – Krucemburk – Žďár nad Sázavou
- Hlinsko – Údavy – Trhová Kamenice – Horní Bradlo
- Pardubice – Chrudim – Slatiňany – Nasavrky – Trhová Kamenice – Hlinsko
- Vítanov – Hlinsko – Mrákotín – Skuteč

Dálkové linky se zastávkou v Hlinsku:
- Hlinsko – Chrudim – Pardubice – Hradec Králové – Jičín – Turnov – Liberec
- Jihlava – Havlíčkův Brod – Litomyšl – Ústí nad Orlicí

### Turistické trasy
Turistické trasy jsou vedeny přes centrum města, významný je rozcestník s názvem Hlinsko-Betlém v ulici Čelakovského na vstupu do památkové rezervace, směřují k němu trasy značené Klubem českých turistů. Některé historické památky v ulicích města leží mimo značené turistické trasy, např. kostel Narození Panny Marie (ulice Faráře Toufara), Husův sbor (Adámkova třída) nebo židovský hřbitov (Rváčovská ulice). Turistické trasy značené Klubem českých turistů na katastrálním území Hlinska procházejí lokalitami Kameničské vrchoviny a v části Chlum u Hlinska také Stružinecké pahorkatiny. Kromě trasy Hlinsko Betlém – Srní (červená) jsou ostatní vedené chráněnou krajinnou oblastí Žďárské vrchy.
Červeně značené:
- Cesta Karla Havlíčka Borovského (Hlinsko – Havlíčkova Borová – Havlíčkův Brod) v úseku: rozcestí Hlinsko Betlém – Pomník padlým (před budovou Gymnázia K. V. Raise) – Poděbradovo náměstí (Ježdíkův dům, Hlinecká tvrz, Radnice) – rozcestí Hlinsko, jižní okraj – ulice K lázním (památný strom Lípa u lip, rozhledová místa: město, železnohorský hřbet s vrcholy Medkovy kopce, Čertovina) – rozcestí U vodojemu – Svatojánské Lázně, rozhledové místo: obec Hamry s vrcholem Poustka (639 m) a Žďárské vrchy, při cestě kaplička sv. Jana Nepomuckého a vodní pramen Pod kapličkou[42] (na katastrálním území obce Hamry) – pod vrcholovou částí K Lázním (679 m) vodní Svatojánsko-lázeňský pramen (vyústěný přepad zemního vodojemu[43]). Trasa pokračuje ve směru obce Studnice a dále do Chlumu u Hlinska.
- Chlum u Hlinska v úseku: (ve směru od obce Studnice) lesní lokalita Skála nad Černým potokem – lokalita Na výměrkách, výškový bod Na familiích (626 m,) – rozcestí Chlum, u hřbitova (viz také žlutě značená trasa) – bezejmenný vrchol 639 m n. m. s malou sakrální stavbou (Boží muka) a dominantním stromem v krajině. Trasa pokračuje svahem vyvýšeniny s názvem Křížový vrch (661 m), nejvyšším ve Stružinecké pahorkatině, do obce Krucemburk a dále.
- Hlinsko – Srní v úseku: rozcestí Hlinsko Betlém (TIC, památková rezervace Betlém) – Hlinsko, železniční stanice – Matulova vila – rybniční soustava Na Drahtinkách – rozcestí Nad lomovými rybníky (zatopené kamenolomy v lesní lokalitě Pod rychtou) – Srní, kaple Navštívení Panny Marie, vrchol Na skalkách (653 m). Trasa pokračuje do Trhové Kamenice.

Zeleně značené:
- Cesta Františka Kavána (Hlinsko – Trhová Kamenice), otevřená v roce 1937 a v roce 2007 obnovená Klubem českých turistů v Hlinsku, také část trasy Krajem Chrudimky, v úseku: rozcestí Hlinsko Betlém, část památkové rezervace (turistické informační centrum s expozicí příběhu dřevěné panenky) – most přes řeku Chrudimku – Městské muzeum a galerie – část města Kouty (lyžařský areál, kaplička). Turistická trasa pokračuje obcí Vítanov k soutoku Slubice a řeky Chrudimky, dále Stružineckou pahorkatinou směrem na Veselý Kopec (vesnice, expozice Muzea v přírodě Vysočina).
- Hlinsko – Blatno, část trasy Krajem Chrudimky (Chrudim – Filipovský pramen řeky Chrudimky na rozhraní katastrálního území obcí Krouna a Svratouch) v úseku: rozcestí Hlinsko Betlém – Resslova ulice (Pivovar Rychtář) – Blatno (kaplička). Trasa pokračuje proti toku řeky Chrudimky do obcí Hamry, Kameničky a do nejvyšších partií Železných hor s rozsáhlým prameništěm řeky Chrudimky (Filipovský pramen), prameništěm řeky Krounky a nejvyšším vrcholem U oběšeného (738 m).[44]
- Ratajské rybníky (rozcestí, viz žlutá trasa) – rybniční soustava, evropsky významná lokalita a přírodní památka Ratajské rybníky – část města Čertovina (památný strom Pospíšilův dub),[45] dále vrcholová část železnohorského hřbetu s vrcholy Medkovy kopce (638 m n. m.) a Čertovina (655 m n. m.),[46] pokračuje směr Holetín (železniční zastávka), Horní Babákov a Srní.[47]

Žlutě značené:
- Hlinsko – svah železnohorského hřbetu pod vrcholem Pešavy v úseku: Hlinsko Betlém – lyžařský areál klasického lyžování Rataje – rozcestí Ratajské rybníky (viz také zelená trasa) – podél Blatenského potoka (pravostranný přítok řeky Chrudimky v části města Blatno) do svahu železnohorského hřbetu směrem k vrcholu Dědovského kopce (676 m) v obci Dědová, z trasy dostupný neznačenou lesní a polní cestou vrchol Pešava (697 m).
- Hlinsko – výškový bod U lázní (655 m) v úseku: Hlinsko Betlém – Poděbradovo náměstí (Ježdíkův dům, Hlinecká tvrz, Radnice) – kopec Na skalce (637 m n. m.), ve vrcholové části Husova socha v urnovém háji[48] (východní svahy vyvýšeniny rozhledové místo: Hlinsko a okolí) – výškový bod U lázní (rozhledové místo: Hlinsko, Hamry, Žďárské vrchy), trasa dále k rozcestníku K lázním na katastrálním území obce Studnice.
- Chlum u Hlinska v úseku: rozcestí u hřbitova (viz červeně značená Cesta Karla Havlíčka Borovského) – kostel sv. Petra a Pavla s dřevěnou zvonicí – rybník Mlynář (průtočný potokem Slubice). Trasa dále lesním prostorem k rybníku Jánuš (též Januš), Jasné Pole (rozhledové místo: vrcholy Přední Hradiště (693 m n. m.) a Zadní Hradiště (682 m n. m.),[49] částečně Hlinsko), pokračování trasy směr Milesimov a Veselý Kopec (vesnice, expozice Muzea v přírodě Vysočina).

Modře značené:
- Hlinsko Betlém – rozcestí Nad lomovými rybníky (souběžně červená trasa do části města Srní), modrá směr Horní Babákov, Včelákov a Skutečskou pahorkatinou na Ležáky, Žumberk, Zaječice (železniční zastávka).
- Hlinsko Betlém – rozcestí U vodojemu (souběžně červená Cesta Karla Havlíčka Borovského), modrá směr Hamry a Herálec do centrální části Žďárských vrchů, také Vortovský vrch (704 m) a nejvyšší vrchol Devět skal (836,4 m).

## Společnost
Na území města působí vícero klubů a spolků. Kulturnímu vyžití slouží mj. panoramatické kino a Komorní divadlo, významný je Městský kulturní klub Hlinečan, příspěvková organizace Města Hlinsko, spravující moderní kulturní multifunkční centrum stojící při Adámkově třídě. Otevřeno veřejnosti bylo 25. listopadu 2011, autorem rekonstrukce původního objektu a jeho přístavby byl architektonický ateliér prof. arch. Ivana Rullera, bývalého děkana (1990–1994) fakulty architektury VUT Brno.
Městský kulturní klub Hlinečan organizuje divadelní představení, koncerty, přednášky a další společenské akce, také mimo vlastní multifunkční centrum.
V roce 2002 byla v budově Městského úřadu na Adámkově třídě otevřená Městská knihovna, její historie spojená se vznikem bývalé dívčí měšťanské školy v roce 1874 (dnes budova Gymnázia K. V. Raise), podnět k vlastnímu založení knihovny dal v roce 1899 hlinecký odbor Národní jednoty pošumavské, v roce 1901 se souhlasem spisovatele Aloise Jiráska pojmenovaná Jiráskova veřejná knihovna v Hlinsku. V roce 1958 se stala Okresní lidovou knihovnou a od roku 1962 jako Městská lidová knihovna, později pod současným názvem. Má dvě oddělení, dětské a pro dospělé, k dispozici on-line katalog.
Pro děti od roku 1950 poskytovala zázemí pro zájmovou činnost pionýrská klubovna na Poděbradově náměstí ve zrekonstruovaných prostorách bývalého hostince (později prodejna Mototechny). Po získání nových prostor se několikráte stěhovala, od 1. září 1998 sídlí Dům dětí a mládeže v původní vile Marie Schurové (Adámkova třída). Přáním původní majitelky, která zahynula s dětmi v koncentračním táboře v době II. světové války, bylo, aby její dům sloužil dětem.
Kulturní scénu města reprezentují např. folklorní soubory Vysočan a dětský Vysočánek v každoroční akci Adámkovy folklorní slavnosti, účastní se soubory z České republiky i ze zahraničí. Dále je to dechová hudba Hlinečanka, kterou založili skladatel Jiří Martínek, František Akrman, Josef Dobrovolný a řada dalších, v čele s pozdějším kapelníkem Oldřichem Doudou v roce 1974. Nynějším kapelníkem je Ondřej Jehlička. Hlinečanka pravidelně doprovází místní masopustní obchůzky, které patří na Seznam nehmotného dědictví UNESCO. Společně s nimi reprezentuje Hlinecko na folklorních festivalech v Praze, Veselém kopci nebo v Rožnově pod Radhoštěm. V části města Čertovina od roku 2009 působí Čertovinský ateliér se zaměřením na keramiku a tradiční výrobu hliněných předmětů.
Město Hlinsko je členem Svazu měst a obcí České republiky, dobrovolného svazku obcí Pardubického kraje s názvem Sdružení obcí mikroregionu Hlinecko a Místní akční skupiny Hlinecko. Vydává také měsíčně „Hlinecké noviny“ o aktuálním dění v Hlinsku, výtisky jsou k dispozici na internetových stránkách.

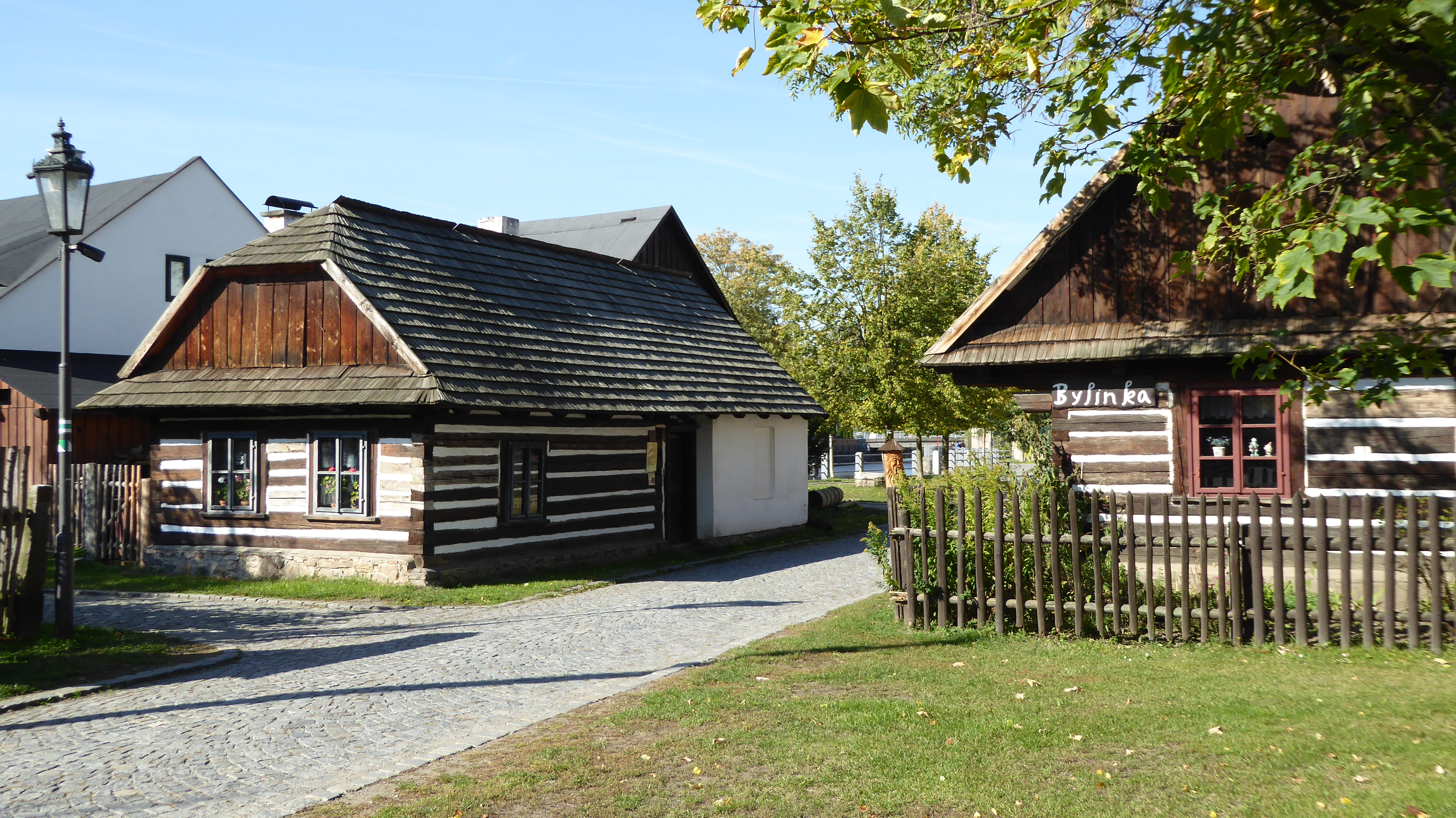
Turistické trasy směřují k rozcestníku u vstupu do památkové rezervace Betlém v centru města

V roce 2017 byla zahájena revitalizace tzv. oddychových tras městem, nově součástí turistických tras značených Klubem českých turistů, s názvy:
- Pohádková, vedená k rybniční soustavě v přírodní památce a evropsky významné lokalitě Ratajské rybníky, tématem trasy poznávání a ochrana přírody, les a využití dřeva, také s naučně-poznávacími prvky (tzv. dřevěná věž poznání – rostliny, houby, ptáci, ryby, dendrofon – zvuk vydávající různý druh dřevin, dřevěné pexeso v podobě dřevěných otočných karet a několik tabulí s textem o příběhu dřevěné hračky)
- Matulova, k zatopeným kamenolomům ve směru na Srní, tématem geologická minulost země a těžba žuly (název odvozen od jména původního majitele žulových kamenolomů v Hlinsku, Jiřího Matuly)
- Lázeňská, směřuje do bývalé osady Svatojánské Lázně s kapličkou Jana Nepomuckého a pod ní vyvěrajícím pramenem vody, trasy doplněny odpočívadly s přístřešky.[58]

Klub českých turistů v Hlinsku pořadatelem každoročního výstupu k Filipovskému prameni řeky Chrudimky (35. ročník v roce 2018) s názvem Silvestr na Chrudimce. Veřejnosti přístupná akce spojená s charitativní akcí Novoroční čtyřlístek, na přelomu roku probíhá na více místech v Česku, z finančního výtěžku se budují bezbariérové cesty pro hendikepované turisty. Filipovský pramen řeky Chrudimky je přírodovědně a kulturně zajímavým místem a prvním stanovištěm (výchozím místem) Vlastivědné stezky Krajem Chrudimky.

### Školství
V Hlinsku sídlí Gymnázium Karla Václava Raise a Střední odborné učiliště poskytující středoškolské vzdělání, zřizovatelem je Pardubický kraj. Ke studiu se mohou hlásit žáci základních škol v rámci osmiletého studia nebo po absolvování základní školní docházky ke čtyřletému studiu.
Základnímu vzdělávání slouží Základní škola Ležáků, Základní škola Resslova, Základní škola Smetanova a Základní škola praktická a speciální (ulice Poličská). Na území města jsou zřízena také předškolní zařízení, mateřské školy Budovatelů a Rubešova s třídami též v ulici Milíčova.
Základní škola Resslova provozuje projekt Meteorologické stanice (typu Davis Vantage PRO2) s pětiminutovou aktualizací počasí v Hlinsku.
Umělecké předměty hudebního a výtvarného oboru lze studovat na Základní umělecké škole na Poděbradově náměstí, původní základní hudební škola byla v Hlinsku založena 1. února 1958, od listopadu 1995 se současným názvem a od 1. července 2001 s právní subjektivitou školského zařízení.

### Kultura

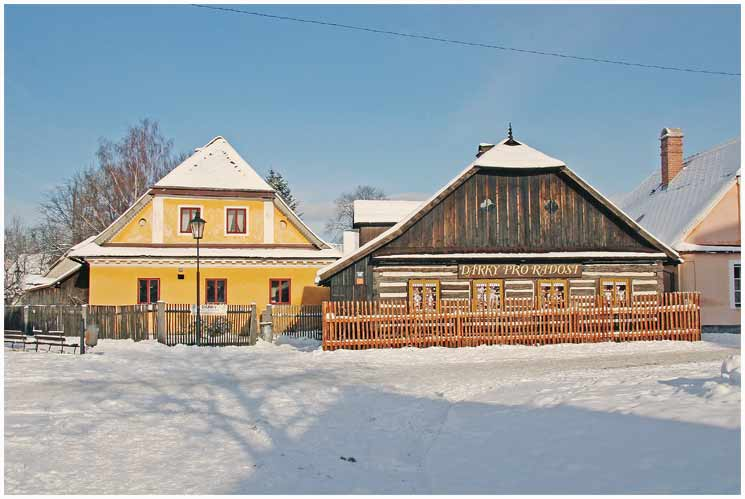
Hlinecký Betlém, roubená stavba vstupní objekt do expozice Muzea v přírodě Vysočina

V kultuře se prezentují příspěvkové organizace města a jednotlivé spolky, také folklorní soubory. Mezi tradiční akce náleží Adámkovy folklorní slavnosti využívající prostředí památkové rezervace Betlém, také s tradičním jarmarkem v letním období, Artsy Fartsy (tzv. „creativy“ festival s divadelním, hudebním, výtvarným a dalším zaměřením), Den dřeva (v památkové rezervaci Betlém), Hlinecký folkový špekáček (folkový festival), Hlinecká chryzantéma (přehlídka květin pořádaná Českým svazem zahrádkářů), Hlinecké medové dny (včelařská výstava s prodejem produktů jejichž základem je med), Léto s Rychtářem (hudební festival v areálu pivovaru Rychtář) a Výtvarné Hlinecko (pořadatel Městské muzeum a galerie). Od roku 2023 zde existuje vzdělávací centrum Planeta Hlinsko.

### Sport
Ve městě sportovní kluby se zaměřením např. na lední hokej, fotbal, volejbal, národní házenou, nohejbal, stolní tenis, tanec a další, oblast vhodná pro sezónní sporty, běh, cyklistiku a pěší turistiku atd.
Zázemí pro sportovní aktivity tvoří sportovní objekty, především v péči příspěvkové organizace Městská sportoviště, k dispozici je sportovní areál Olšinky (hřiště pro fotbal, národní házenou, nohejbal, volejbal, kurty pro tenis, herna pro stolní tenis), hřiště je také v části města Blatno a v areálu ZŠ Smetanova.
Součástí sportovního areálu je krytý zimní stadion (hokej, bruslení). V místní lokalitě Rataje působí Klub klasického lyžování, oblast vhodná pro běžecké lyžování, navazují svahy vrcholu Pešava, v zimním období řada sportovních akcí.
V jižní části města Kouty se nachází SKI areál s několika sjezdovkami a s umělým zasněžováním, v roce 2006 prodloužená sjezdovka až na 500 m unikátním přemostěním silnice I/34, celkem tři lyžařské vleky, k dispozici skirestaurant, půjčovna lyží, lyžařská škola apod., v okolí vhodné svahy pro rekreační sáňkování
V ulici Smetanova krytý plavecký bazén, provozován např. aqua aerobik, v objektu služby a také sauna, fitness centrum, solárium, squash, letní venkovní pláž a navazující dětské hřiště.
V místní sportovní hale ZŠ Resslova byl 11. března 2023 vytvořen nový světový rekord v králičím hopu. Skokem vysokým 107 cm ho stanovil králík Holloway GtCh Tennessine. 

## Pamětihodnosti

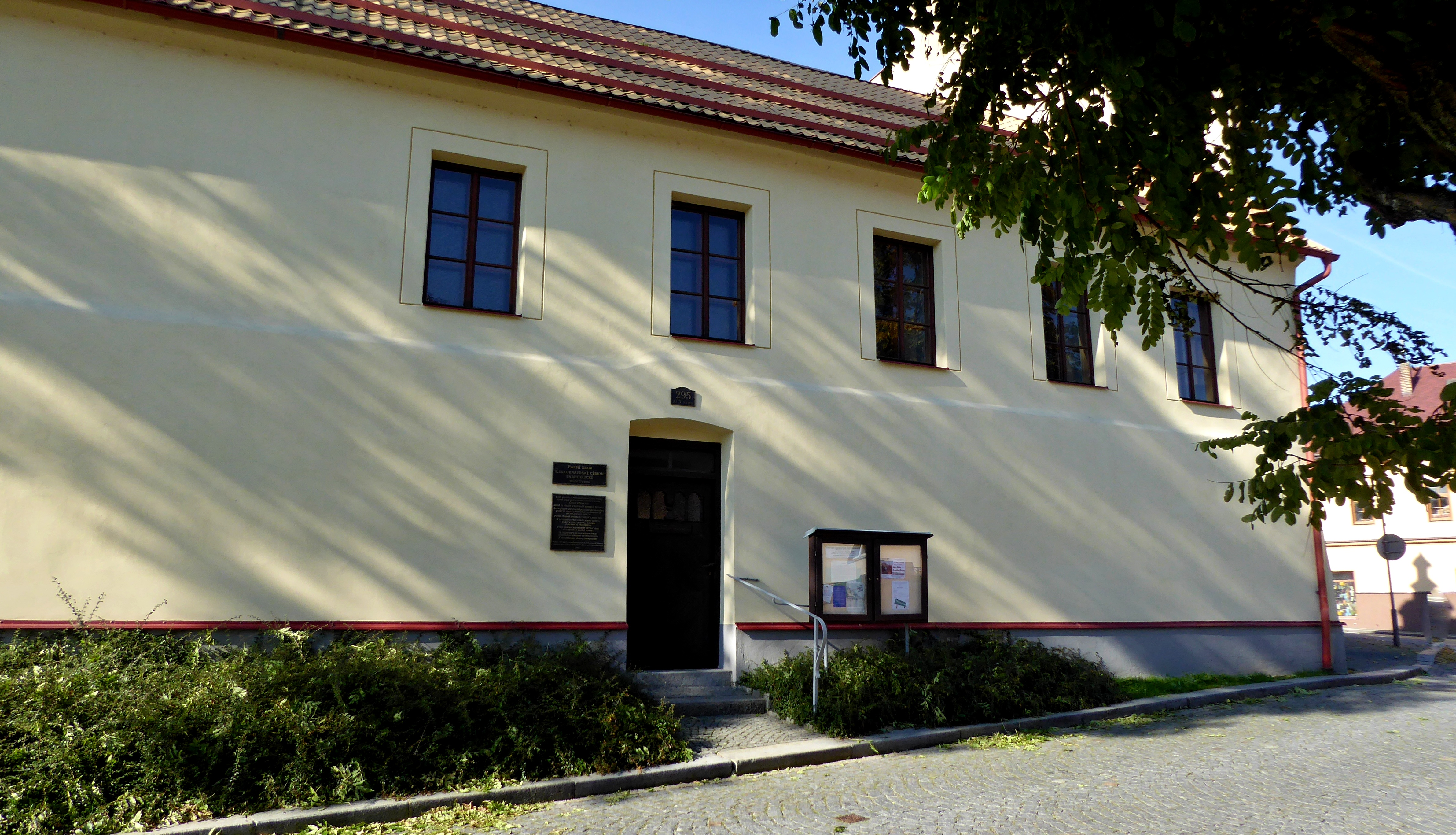
Hlinecká tvrz, nejstarší stavba ve městě, dnes objekt Českobratrské církve evangelické

- Hlinecká tvrz, nejstarší stavba na území města, původně gotická tvrz při obchodní cestě, později hlinecký statek spojený na počátku 14. století s rychmburským panstvím, první písemná zmínka pochází z roku 1413, od roku 1547 v objektu tzv. královská celnice, následně renesanční přestavba, v roce 1874 v objektu objeveno 400 českých grošů pocházejících z doby vlády Václava III.,[48] v roce 1904 budova stavebně upravena, v roce 1972 již zchátralou budovu zakoupila Českobratrská církev evangelická, zajistila opravu a rozšířila přístavbou, dnes v objektu modlitebna.[7]
- Ježdíkův dům U tvrze, postaven v roce 1904, projektoval český architekt Ladislav Skřivánek ve stylu novorenesanční tvorby,[67] na fasádě sgrafitová výzdoba, autor akademický malíř Láďa Novák, znázorněny výjevy z hlinecké a české historie,[7] díla na fasádách domů vytvářel podle prací Mikoláše Alše.[46]
- Kostel Narození Panny Marie, postaven na místě původně gotického kostela, na náklady hraběte Štěpána Viléma Kinského v letech 1730–1745 přestavěn, stavitel Donát Morazzi.[7]
- Radnice, původní stavba z roku 1598, v letech 1788–1792 přestavěna v barokním stylu, v roce 1850 stavebně upravena do současné podoby, sídlo Městského úřadu Hlinsko.[7] O stavbu se zasloužili měšťané Václav František Hříb a jeho otčím Josef Pantůček, stavitel Václav Sitta.[zdroj?]
- Kostel sv. Petra a Pavla v Chlumu u Hlinska, soubor sakrálních staveb tvoří barokní jednolodní kostel z konce 17. století se samostatnou dřevěnou zvonicí z roku 1804 a kamenným empírovým křížem z roku 1835.[68] V kostele zvon z roku 1802 s nápisem v cyrilici, dřevěná zvonice nesla zvon z roku 1750 od Carla Sebalda, zvon z roku 1835 a zvon z roku 1875 s reliéfem Ukřižování.[zdroj?]

### Památková rezervace Betlém
Betlém je název urbanistického celku v centru města, jeho část byla v roce 1995 prohlášena památkovou rezervací lidové architektury vesnického typu pod názvem Hlinsko – Betlém ve správě Národního památkového ústavu (příspěvková organizace Ministerstva kultury České republiky).
Urbanistický celek tvoří soubor lidových staveb vznikajících v první polovině 18. století na pravém břehu řeky Chrudimky ve vymezeném území bývalých pastvin, v roce 1731 se dvěma chalupami venkovského typu a v průběhu 19. století zcela zastavěném. Lidové stavby v původní městské čtvrti tvoří roubené, poloroubené i částečně zděné chalupy, obydlí hrnčířů, tkalců, továrních dělníků, v současnosti také s expozicemi hračkáře, pilníkáře, ševce aj., dokumentují lidovou architekturu v české části národopisné oblasti Horácko.

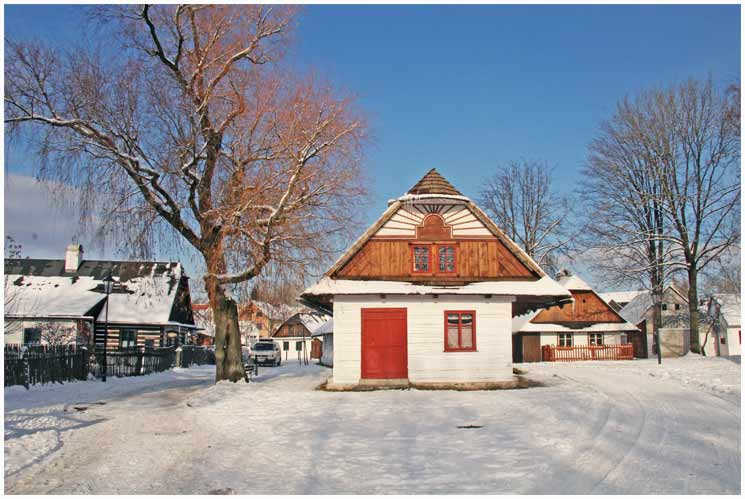
Hlinecký Betlém, uprostřed kopie domku z městské části Podkostelí (v majetku města, využívaný uměleckou školou)

Stavebním materiálem bylo hlavně dřevo, zdila se pouze část kolem topení. Domky byly přízemní, se sedlovou střechou. Původní střešní krytina byl šindel ze smrkového dřeva, později tzv. lepenka. Uvnitř byla většinou jedna velká místnost – světnice, dále síň s černou kuchyní a komora. Součástí některých stavení byl chlívek pro ustájení dobytka nebo stodůlka pro uchování zemědělských plodin. Domky byly ozdobeny nápisy na záklopových prknech, barvy okenních rámů a dveří byly většinou velmi nápadné, zářivé. V polovině 19. století bylo odkryto roubení a spáry mezi nimi se vymazávaly zdícím materiálem a bílily. Koncem století se stěny natíraly vápenným nátěrem rozličných barev – bílou, modrou nebo růžovou. Také začalo přibývat zděných stavení. Mnoho domků bylo postupně zrenovováno.
Objekty v majetku České republiky byly v roce 2012 revitalizovány, část zpřístupněna veřejnosti, s expozicemi týkajícími se života na Hlinecku (život, práce, zvyky atd.), v některých objektech pravidelné výstavy – sezónní i celoroční. Expozice Betlém dříve částí Souboru lidových staveb Vysočina pod Územní památkovou správou na Sychrově v rámci Národního památkového ústavu, s účinností od 11. prosince 2018 součástí Muzea v přírodě Vysočina, organizačně začleněného do Národního muzea v přírodě.

### Městské muzeum a galerie
Městské muzeum a galerie tvoří dva objekty, muzeum je jedno z nejstarších v českých zemích, vzniklo v roce 1874, na návrh hlineckého rodáka a starosty Karla Adámka bylo započato se sbírkami pro muzeum. Zaměřením sbírek se stalo prvním okresním muzeem v Čechách. V muzeu expozice z historie Hlinecka, pamětní síň rodiny Adámků, historie školství, řemesel, ukázky dobového ošacení, módních doplňků, sbírka hraček.
V budově galerie se nachází nová stálá expozice představující nejvýznamnější malíře Hlinecka se zaměřením především na krajinomalbu – žánr pro tuto oblast nejtypičtější a jistě i nejvýznamnější. S důrazem na životní příběhy umělců a jejich odkaz pro zdejší kraj nechybí dílo Františka Kavána, Gustava Macouna, Ludvíka Kuby, Jaroslava Panušky, Oldřicha Blažíčka, Jana Honsy, Rudolfa Hanycha, Karla Beneše a dalších i současných malířů. K vidění jsou rovněž některé nově zrestaurované obrazy. Malířské dílo je doplněno i tvorbou sochařskou Karla Lidického a Olbrama Zoubka a také řezbářskou prací Jindřicha Hegra. V prostorách stálé expozice je aktuálně vystaveno 65 děl od 34 autorů.
V roce 1960 daroval Karel Lidický galerii monumentální plastiku „Mistr Jan Hus“, stala se základem pro činnost a sbírky galerie. Každoročně je pořádána sezónní výstava pod názvem Výtvarné Hlinecko.

## Osobnosti
Ve městě se narodily nebo působily významné osobnosti, například:
- Bohumil Adámek (1848–1915), básník, dramatik a sběratel lidových tradic, autor divadelní hry Salomena (z doby odboje českých stavů proti Ferdinandovi I. Habsburskému), zahajovací představení činohry Národního divadla 19. listopadu 1883, přátelil se s K. V. Raisem v době jeho pobytu v Hlinsku.[77]
- Karel Adámek (1840–1918), bratr Bohumila Adámka, národopisec, politik, starosta a spisovatel, zasloužil se o vedení železniční trati z Pardubice do tehdy Německého Brodu přes Hlinsko (existovala varianta trasy přes Trhovou Kamenici), v roce 1868 na setkání lidu pod Košumberkem vystoupil s podporou českého státoprávního uspořádání, v roce 1874 se podílel na založení muzea, v roce 1885 sepsal a v roce 1886 vyšla tiskem jeho práce s názvem „Z naší doby“, týkající se demografické, kulturní a hospodářské situace v zemích Koruny české.[78]
- Miloslav Veselský (1866–1913), český politik, poslanec Moravského zemského sněmu a v letech 1910 – 1913 starosta Kroměříže
- Karel Václav Adámek (1868–1944), syn Karla Adámka, etnograf, kulturní historik, muzejník a spisovatel, autor monografie „Lid na Hlinecku“, spoluzakladatel národopisného spolku a v roce 1893 spoluorganizátor národopisné výstavy v Hlinsku,[79] v městském muzeu věnována rodu Adámků stálá expozice.[80]
- František Malinský (1850–1926), lékař, podnikatel, politik a starosta města a místního Sokola
- Karel Václav Rais (1859–1926), učitel a český spisovatel, v letech 1882 až 1887 učitelem v Hlinsku na obecné smíšené škole, po něm pojmenované gymnázium, člen učitelského spolku Komenský, v románu „Západ" dal městu název „Skalsko“.[77]
- Karel Lidický (1900–1976), sochař, medailér a vysokoškolský pedagog, tvůrce soch též na Hlinecku, v letech 1982 až 2004 výstavní a pamětní síň v objektu Městského muzea a galerie v Hlinsku, následně upravena na soubor Lidického plastik provázaný s tvorbou malířů Hlinecka.[81]
- Valerie Kaplanová (1917–1999), divadelní a filmová herečka, od roku 1961 byla členkou Východočeského divadla v Pardubicích.[82]
- Benedikt Voldán (1851 - 1916), kantor, skladatel. Udržoval přátelské vztahy s učitelem K. H. Borovského Antonínem Línkem, který mu odkázal většinu svých hudebnin.
- Vladimír Matějka (1921–1990), římskokatolický kněz, pronásledovaný komunistickým režimem.
- Josef Rybička (1922–2015), zpěvák, pěvecký a hlasový pedagog.
- Jan Vokál (* 1958), římskokatolický biskup, od roku 1991 úředník ve Vatikánu, v roce 2011 papežem Benediktem XVI. jmenovaný 25. královéhradeckým biskupem.
- Karel Hais (1912–1997), český anglista, tvůrce televizního kurzu angličtiny, učebnic a slovníků.
- Stanislav Zedníček (1914–2002), básník, učitel a nakladatelský redaktor, blízký přítel Vladimíra Holana
- Jaroslav Róna (* 1958), český sochař, keramik, umělecký sklář, grafik, scénograf, v letech 1972–1975 na Středním odborném učilišti v Hlinsku, vyučil se kožešníkem.
- Jan Chvojka (* 1980) český právník , bývalý poslanec a bývalý ministr pro lidská práva České republiky za stranu ČSSD
- Alois Šedivý (1915–1990) pilot, kapitán letectva (plukovník československé armády in memoriam), příslušník 311. československé bombardovací peruti RAF. V Hlinsku se narodil, po smrti rodičů vyrůstal u prarodičů ve Zlešicích. V roce 2025 mu byla v Hlinsku odhalena pamětní deska.

V okolí Hlinska také malíři-krajináři Antonín Slavíček, František Kaván, Slávek Vařejčka.

## Partnerská města
- Civitella d'Agliano, Itálie
- Púchov, Slovensko

## Galerie

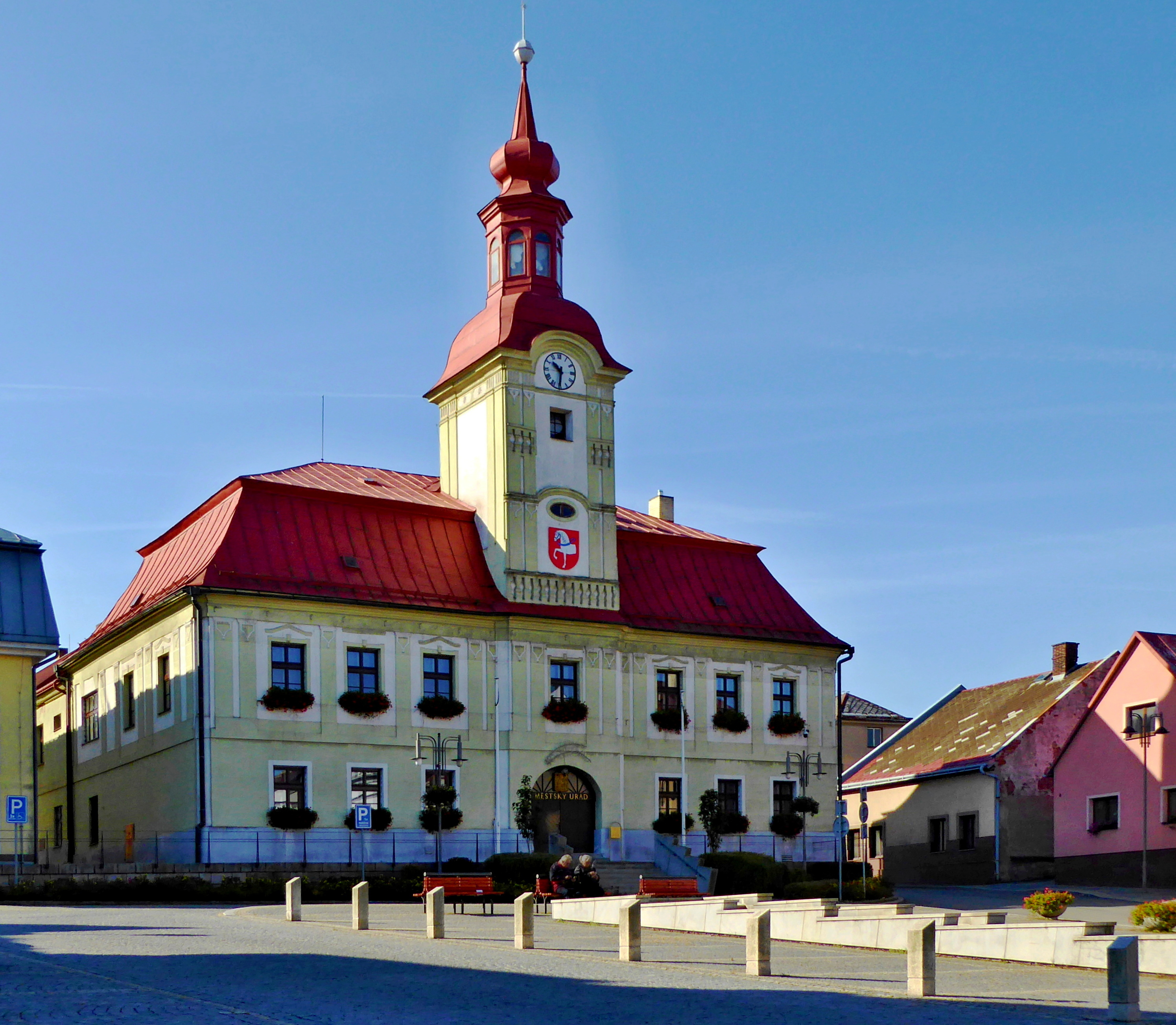
Radnice v horní části Poděbradova náměstí, původní stavba z roku 1598 přebudována v roce 1850 do současné podoby, přibližně 32 metrů činí výška radnice s věží
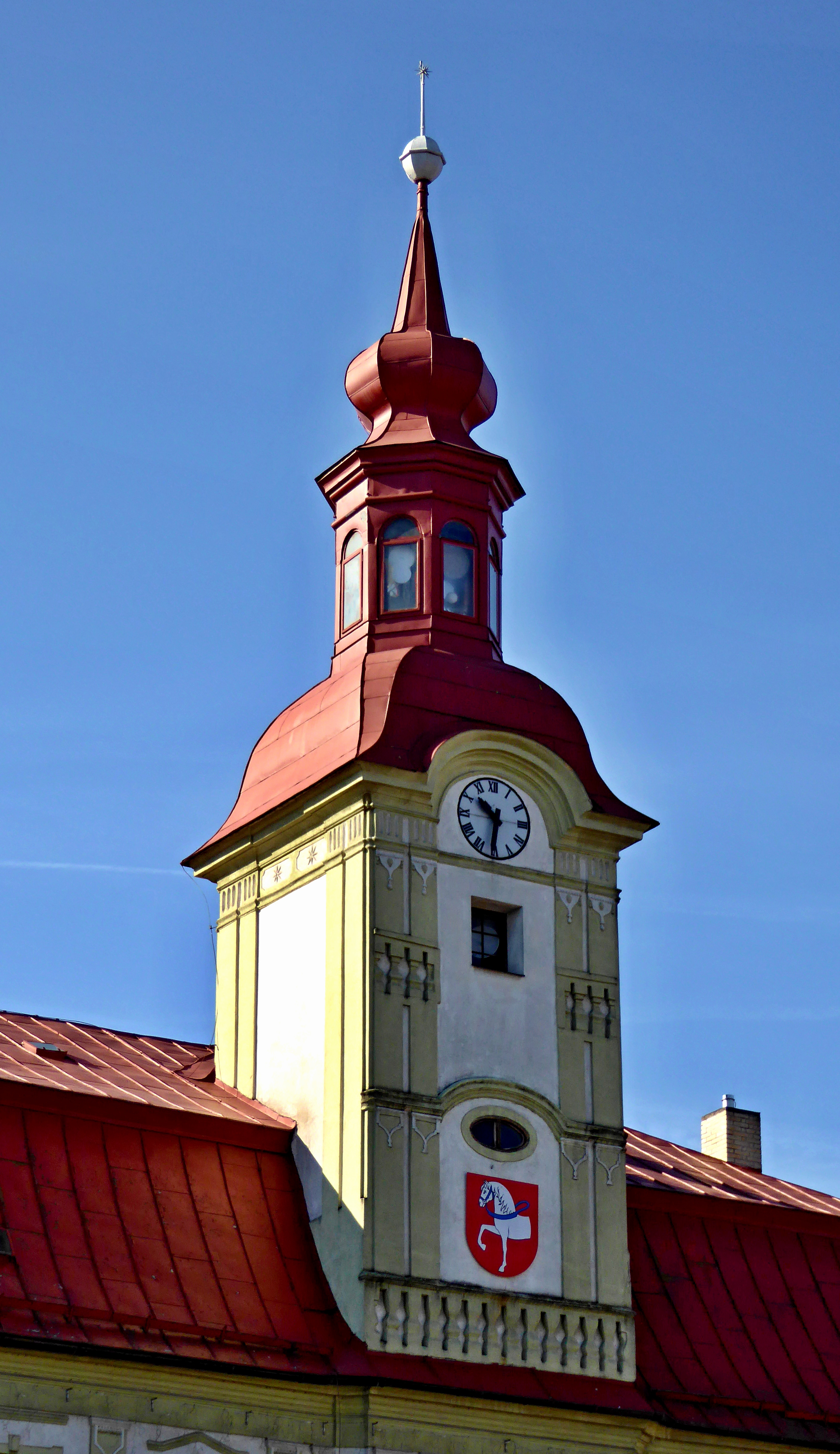
Věž radnice nese znak města, polovinu koně v kroku s modrou uzdou v červeném poli, odvozen od erbu Pánů z Pardubic, v nadmořské výšce 600,2 m střed makovice věže
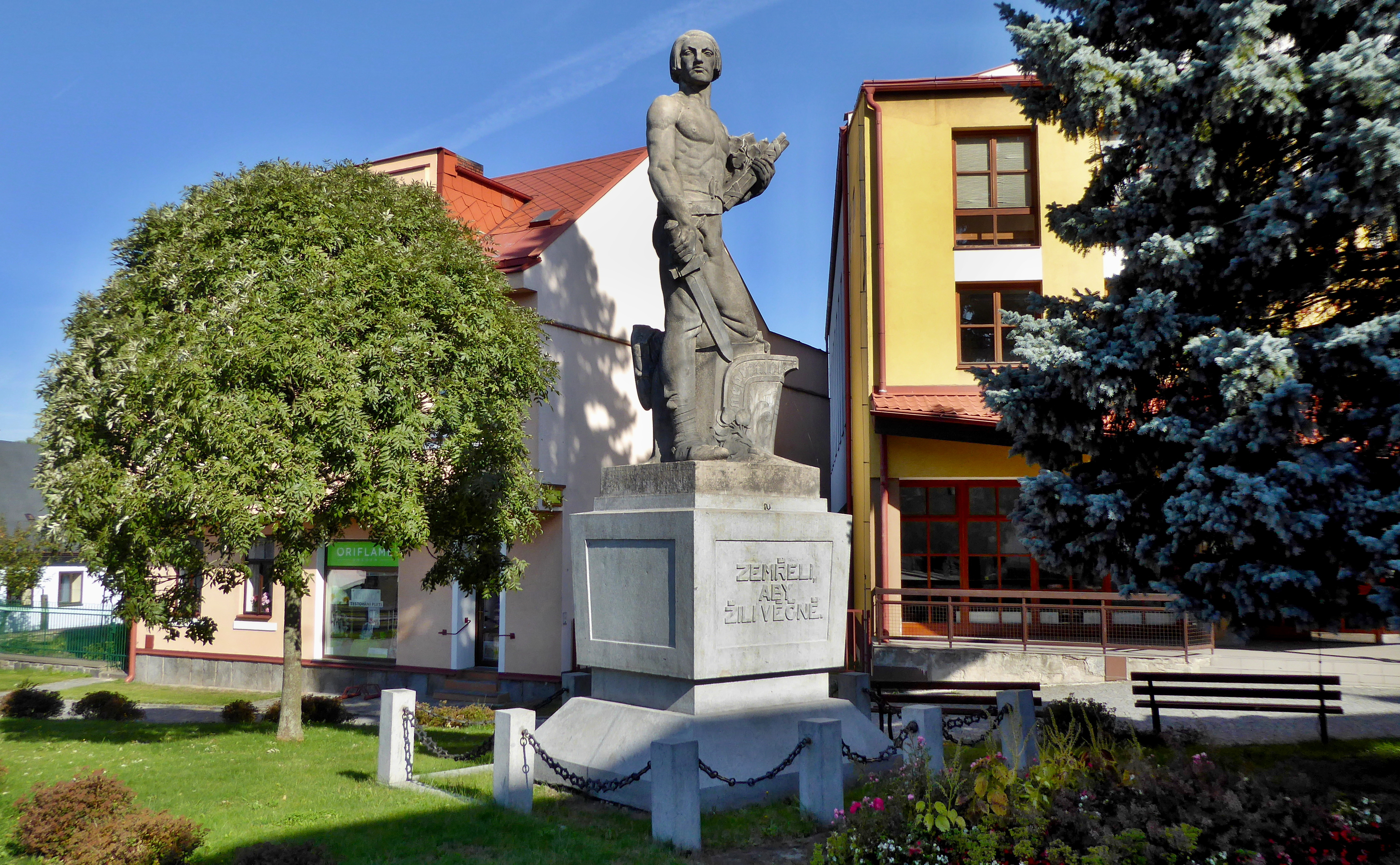
Pomník padlým v I. světové válce před budovou Gymnázia K. V. Raise, slavnostní odhalení dne 21. června 1925, stavbu iniciovala Československá obec legionářská
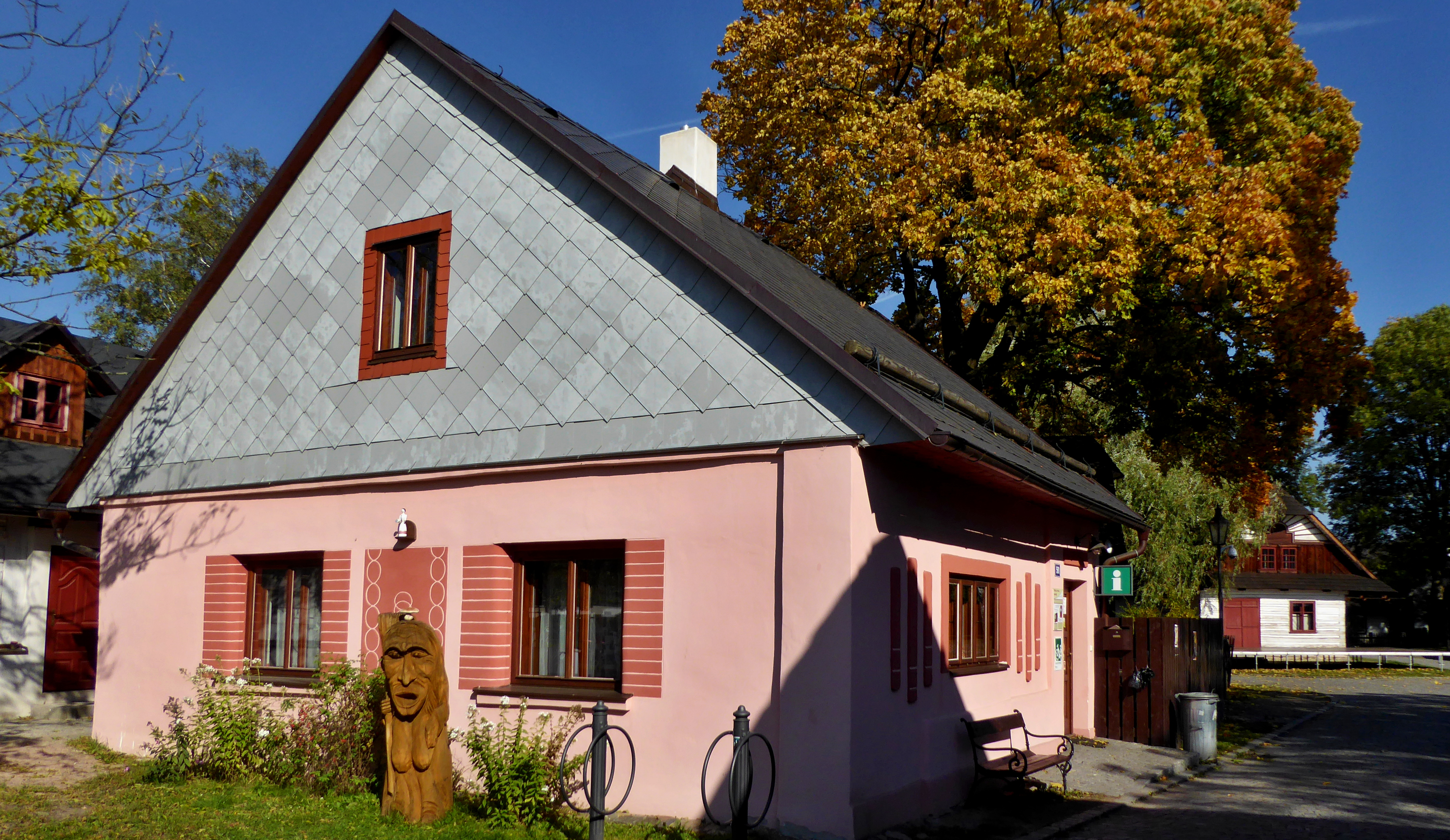
Turistické informační centrum města v památkové rezervaci Betlém, uvnitř stálá expozice dřevěných hraček s názvem Příběh dřevěné panenky
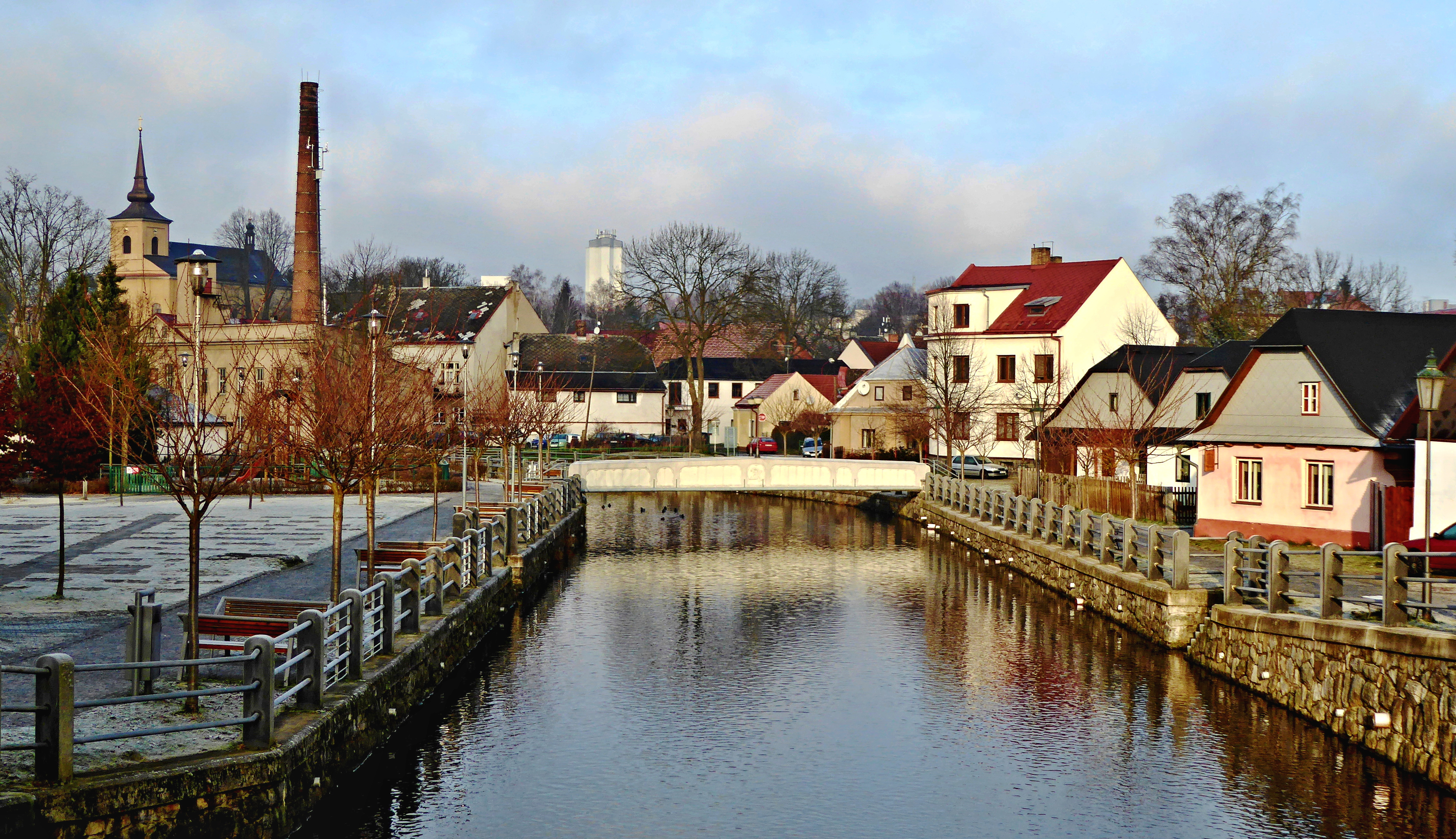
Řeka Chrudimka protéká centrální částí města, vpravo Budovcovo nábřeží s památkovou rezervací Betlém, zcela vlevo kostel Narození Panny Marie
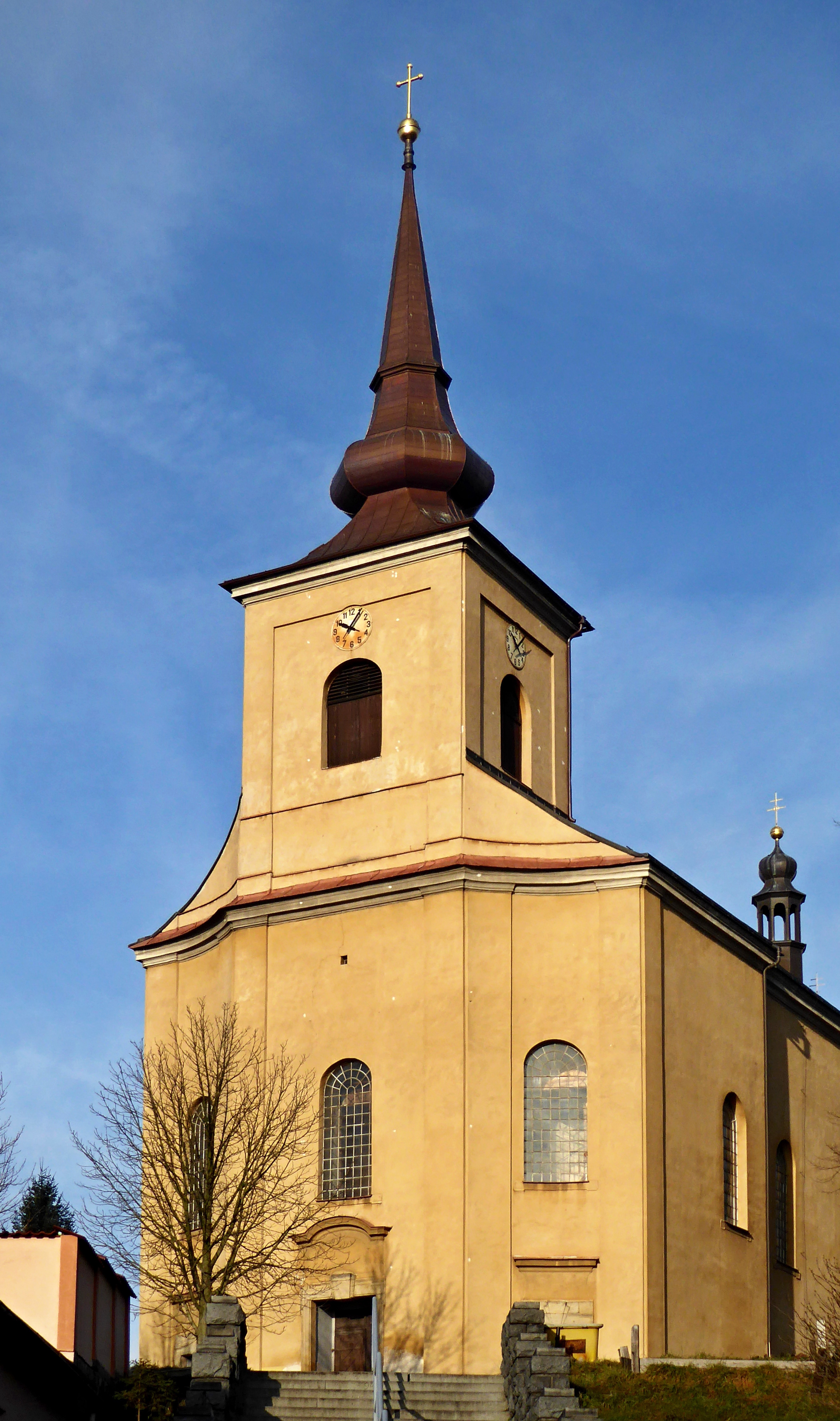
Věž kostela Narození Panny Marie se zvonem o hmotnosti 1315 kg, ulitý roku 1520 mistrem Danielem z Kutné Hory, hlavní vstup do kostela z ulice Faráře Toufara
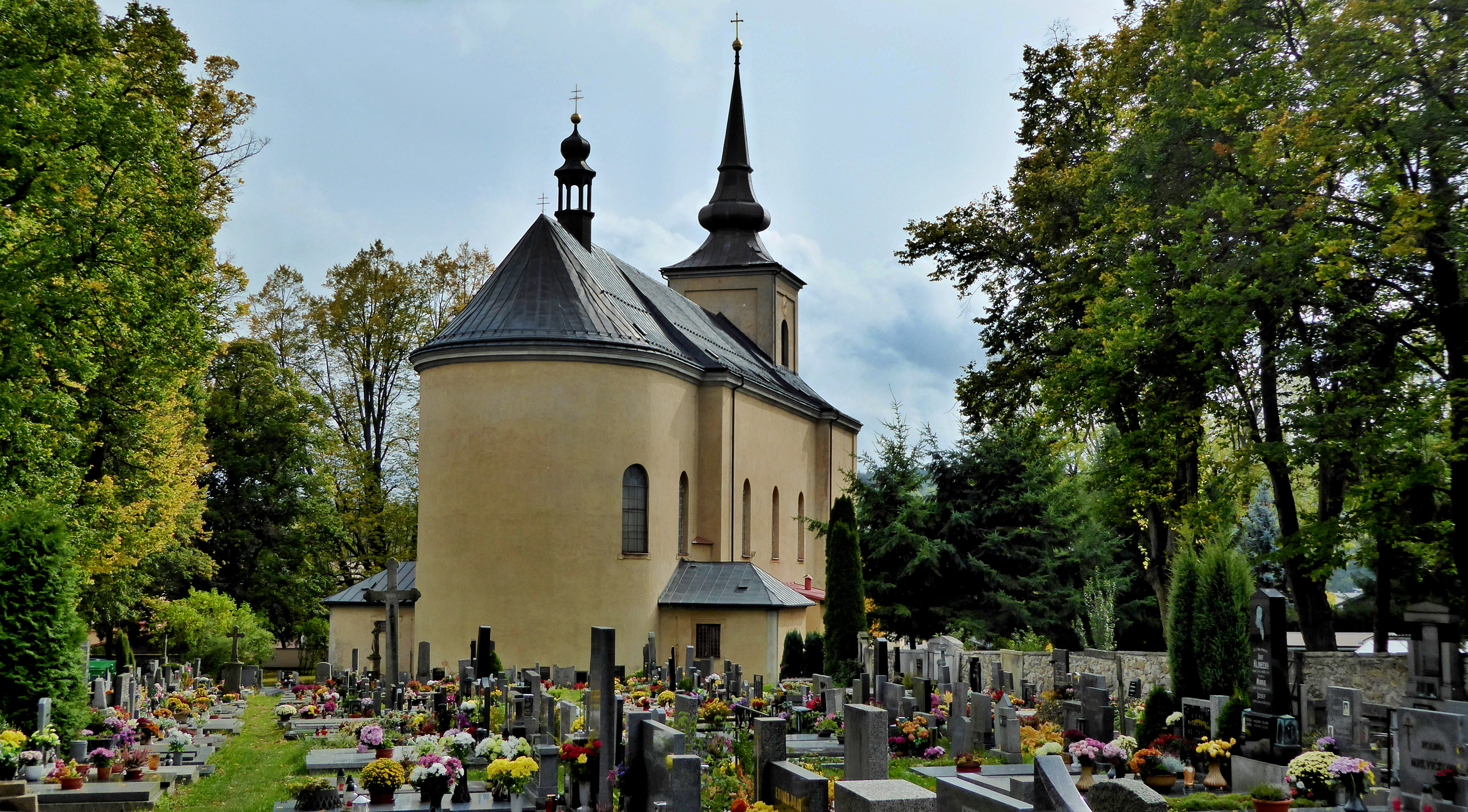
Děkanský kostel Narození Panny Marie, původně gotický, přestavěn barokně v letech 1730–1733, od roku 1958 kulturní památkou České republiky
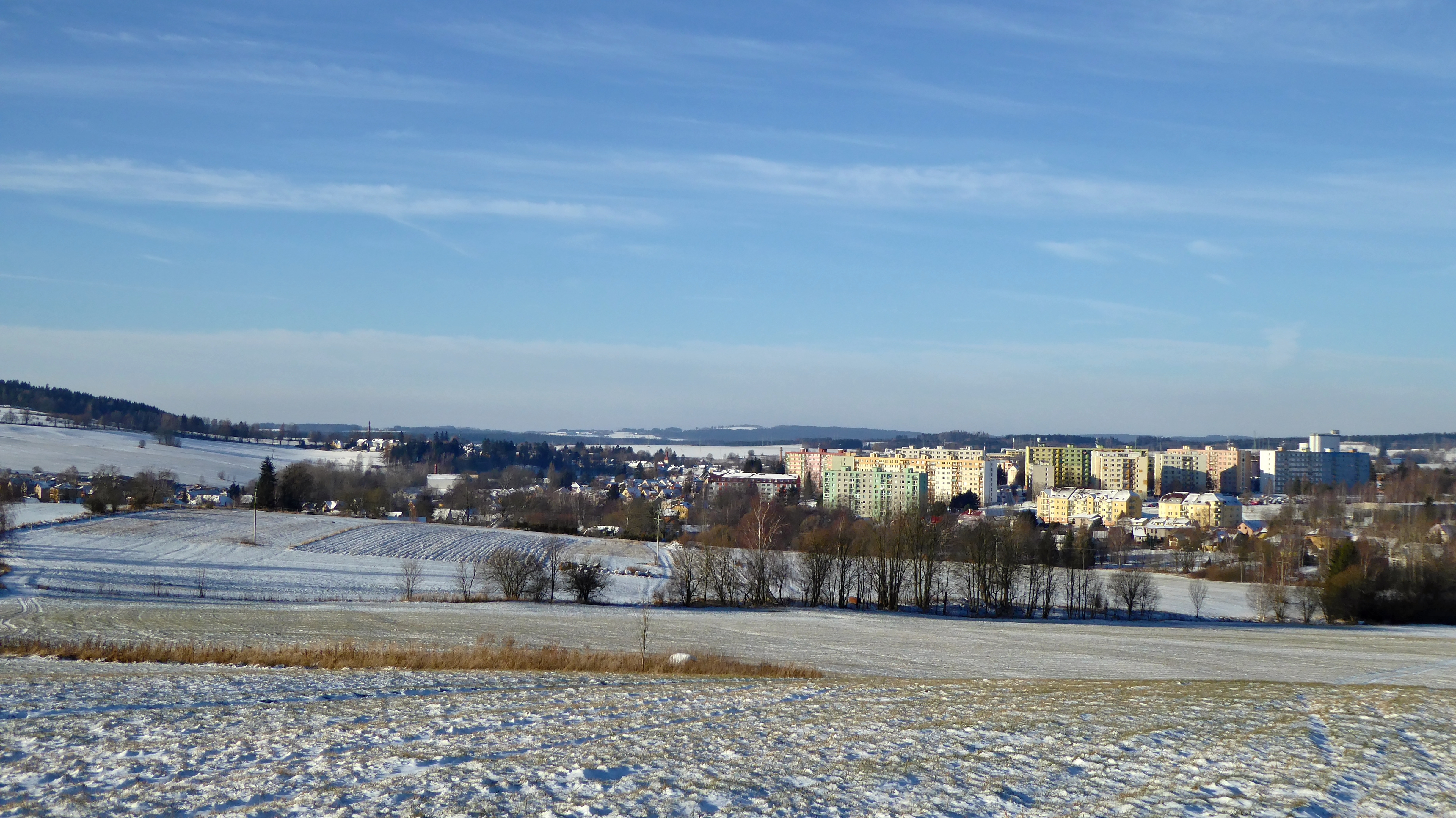
Město Hlinsko ze svahové kupy v lokalitě K Pláňavům (620 m) na severozápadním úbočí vrchu Pešava (697 m), vpravo bytové domy sídliště, vlevo starší zástavba, na obzoru vrchol Vestec (668 m) v CHKO Železné hory
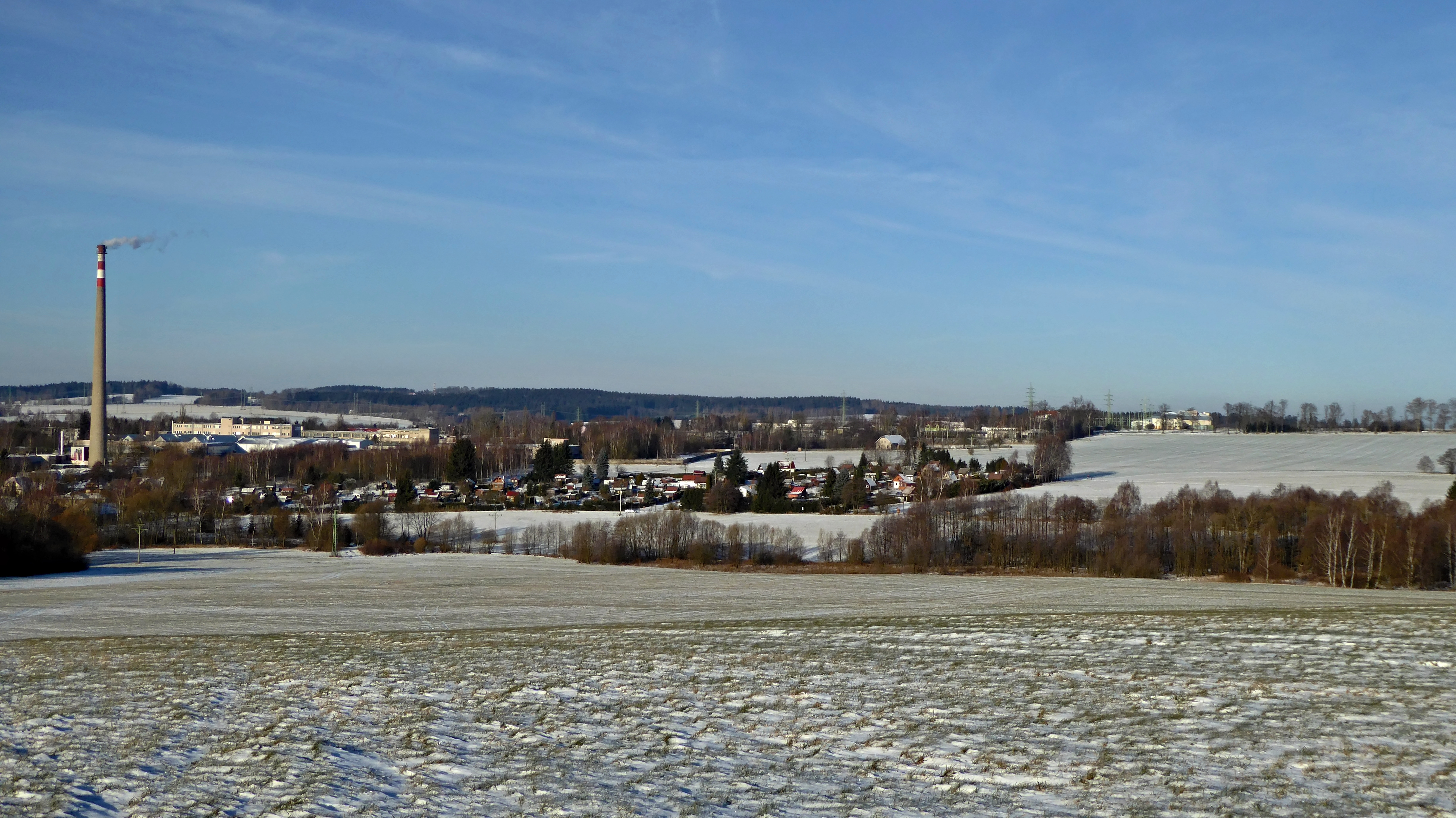
Údolí s Blatenským potokem a Pohádkovou stezkou k evropsky významné lokalitě a přírodní památce Ratajské rybníky, vlevo komín teplárny (116 m), na obzoru hřeben Železných hor s částí města Srní, k ní Matulova stezka
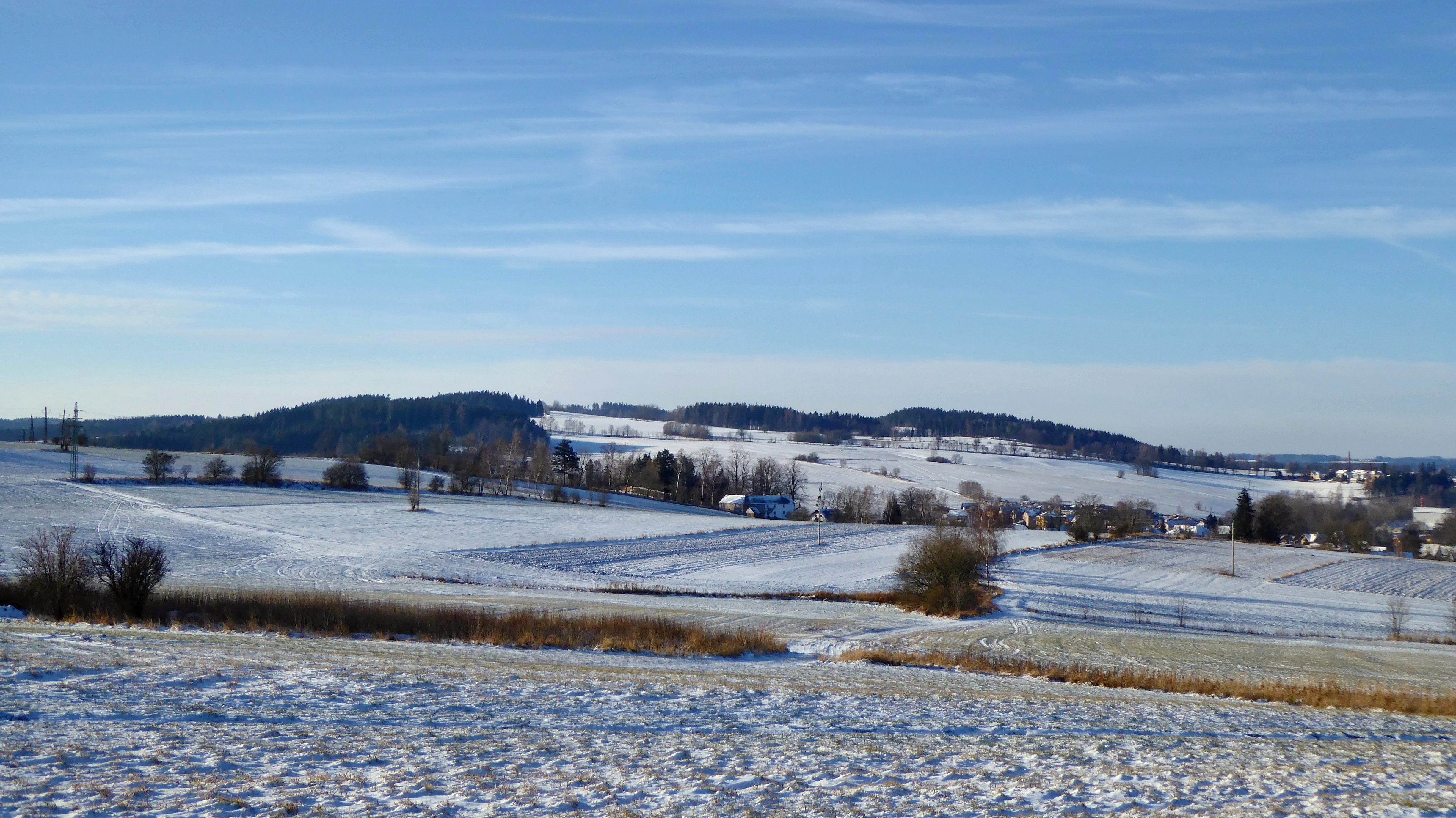
Vyvýšeniny nad částí města Blatno v CHKO Žďárské vrchy, v zalesněné části vlevo Svatojánské Lázně, vpravo kupa Na skalce (637 m) se sochou Mistra Jana Husa, svahem vedena z centra města Lázeňská stezka